# ファイナルファンタジーIV
『ファイナルファンタジーIV』（ファイナルファンタジーフォー、FINAL FANTASY IV、略称: FFIV、FF4、ファイファンIVなど）は、1991年7月19日に日本のスクウェアから発売されたスーパーファミコン（SFC）用コンピュータRPG。アメリカでは同年11月23日に発売された。ファイナルファンタジーシリーズのナンバリングタイトル第4作目にあたる。

## 概要
オリジナル版は、シリーズ初のスーパーファミコン（SFC）向けソフトとして1991年7月19日に発売された。スクウェアのSFC参入第1弾ソフトである。開発はスクウェアが行い、前作から引き続きプロデューサーは宮本雅史、ディレクターは坂口博信、音楽は植松伸夫、キャラクター・デザインは天野喜孝が担当。ゲーム・デザインおよびシナリオ担当としてゲームボーイ用ソフト『魔界塔士Sa・Ga』（1989年）を手掛けた時田貴司、メイン・プログラマーとして成田賢が参加している。
本作からタイトルロゴのスタイルが一定となった。本作のタイトルロゴにはキャラクターのひとりであるカインが描かれている（後述の3Dリメイク版はゴルベーザとなっている）。また、演出面の向上やアクティブタイムバトルシステムの導入などを特徴としている。
PlayStation（PS）やゲームボーイアドバンス（GBA）など様々な機種に移植された他、2007年にニンテンドーDS（DS）用ソフトとして3Dリメイク版が発売された（「#ニンテンドーDS版」を参照）。また、後に外伝作品『ファイナルファンタジーIV ジ・アフター -月の帰還-』（2008年）が携帯電話アプリなどで配信された。
ゲーム誌『ファミ通』の「クロスレビュー」においてSFC版がプラチナ殿堂、GBA版がゴールド殿堂を獲得した。
オリジナル版の発売前後に放送されたテレビCMは、笑い声とチョコボのテーマをバックにダチョウが海岸を走り抜けるというものだった。

## ゲーム内容
- 対応ゲーム機種がファミコンからスーパーファミコンになったことにより、ハード特性でもある拡大縮小機能を活用し飛空艇の航行時にはフィールドマップにパースがかかるなど、ファミコン時代に比べ演出効果が向上した。
- 戦闘シーンは前作までのターン制ではなく、リアルタイムで時間が経過する「アクティブタイムバトルシステム（ATB）」が採用されている。このシステムは本作が初登場で、後のシリーズや『クロノ・トリガー』にも引き継がれている。
- コンフィグ画面でコントローラー設定を「マルチ」に切り替えることで「2人プレイ」が可能になった（戦闘時はキャラクターごとに操作を担当するコントローラーを任意で設定できる）。

### キャラクター
本作ではシリーズの他の作品のような独特の成長システムを持たず、システム的にはオーソドックスな物を採用しているが、本作独自のシステムも存在する。その一方で、シナリオ上はプレイヤーキャラクターの入れ替わりが多い。
パーティ
戦闘に参加できるパーティの人数は最大5人で、歴代シリーズでは最多である。それを3人までと2人までの2つのグループに分け（一方のグループに1人もいないという選択も可能）、2つのグループの一方を前列、もう一方を後列とするという独特の隊列システムを持つ。メンバーの入れ替わりに応じて3人の側を前列とすべきか2人の側を前列とすべきかが変わるケースもある。
利き腕
各キャラクターには利き腕が設定されており、武器攻撃中心のキャラクターでは利き腕に武器を、逆腕に盾を持つ。両利きのキャラクターは盾を装備することができず、両手に武器を持つ（これは両利きのキャラクターに対応する盾が存在しないためである）。弓と矢は両手を使用し、利き腕に矢を、逆腕に弓を持たなければ本来の性能を発揮できない。
魔法
魔法はシリーズ前3作のように店で買うシステムではなく、キャラクターのレベルの上昇と同時に覚えるシステムが採られている（ただし、一部の魔法や召喚魔法はイベントで習得する）。「ゴブリン」などの隠し召喚魔法は仲間に渡すことも可能なアイテムとして扱われている。
ネーム
前3作と異なり、本作では主人公を始めとするキャラクターには予め設定されたデフォルトネームが存在し、ゲーム開始時にプレイヤーがプレイヤーキャラクターの名前入力を行う必要がなくなった。また、それぞれのキャラクターの名前はゲーム中の各地に存在する「ネミングウェイ」という人物に話しかけることによって任意に変更が可能となる（DS版では不可）。

### 戦闘
アクティブタイムバトルシステム
本作の最大の特徴として、戦闘シーンがリアルタイムになったことが挙げられる。このシステムをアクティブタイムバトル（Active Time Battle、略称ATB）といい、以後のスクウェアの作品においても使用される代表的な戦闘システムとなった。考案者は伊藤裕之。また、特許化されている。敵味方双方の各キャラクターにそれぞれ待機時間が設定されリアルタイムにカウントダウンされていく。本作（GBA版以降は除く）では画面上で待機時間を知ることはできない。待機時間が0になった（ゲージが最大になった）キャラクターはコマンド入力が可能になる。そしてコマンド入力からさらに一定時間が経つとコマンド入力通りの行動を行い、行動後は再び待機時間がリセットされる。
コマンドの選択中にもほかのキャラクターの行動が行われるのが特徴だが、ウェイトモードに設定することによってアイテムや魔法の選択中はこのカウントをストップさせることも可能。
このATBによって、時間経過を生かした特殊攻撃（「死の宣告」など）や時間経過で形態・戦闘モードが変化する敵などが登場している。また、主人公側から何らかの攻撃を受けるとカウンターという形で待機時間を無視して特定の行動を取るものや、単体や同一グループのみになった場合に戦闘モードが変化する敵なども登場し、さらに威力が強力な技や魔法は選択してから発動まで時間がかかったりと、戦闘のバラエティ性・戦略性が強くなった。
本作ではすばやさの数値以外に、隊列の位置によっても行動順に補正がかかる。
MPシステム
本作以降は（一部作品を除く）、前作までの「魔法のレベル」の概念が無くなり、回数制からMPに統合された。各魔法ごとに消費MPが設定されており、魔法を使用する度にキャラクターのMPが消費される。
消費MPについては、下位の魔法ほど消費MPが少なく、上位の魔法ほど消費MPが大きい。
キャラクターのMPは、エーテルやエリクサーなどのアイテムを使用するか、宿に泊まることで残りMPが回復する。
その他
本作ではモンスターから逃げた時に、所持金をいくらか失う場合がある。失う金額は戦っていた敵パーティによって異なり、本来倒して得られるギルの1/4（端数切り捨て）となっている。
戦闘勝利後に特定の敵が極小確率で落とす隠し装備、隠し召喚魔法が存在する。
HPが0になった時の表現は、前3作では「死亡」であったが、本作以降では「戦闘不能」という表現に変更された。これにより、ストーリー上の「死」と戦闘における従来の「死亡」とが区別されるようになった。

### セーブポイント
前作はワールドマップ上でしかセーブができなかったが、本作からはダンジョン内にも「セーブポイント」が設けられ、セーブポイント上であればセーブを行うことが可能になった。ここではセーブだけでなく、テントやコテージを使用してHP・MPを回復させることもできる。

### イージータイプ

#### 概要
1991年10月29日には、プレイヤー側の攻撃が弱く前半が難しいと指摘されていたことを受け、低年齢層など幅広いユーザーにプレイしてもらうための変更がなされた『ファイナルファンタジーIV イージータイプ』(FINAL FANTASY IV EASY TYPE)が発売された。バランス調整以外にも、魔法の名前がシンプルな物に変更されている、隠し通路が見えるなど、全体的に難易度が下がっている。元々は、アメリカで発売された『Final Fantasy II』（後述、『II』はSNES版における表記）を日本語化して再移植したものである。

#### イージータイプにおける変更点
バグ・裏技の修正
特定の操作でアイテムが増殖するバグをはじめとした、一部の不具合が修正されている。
一部コマンドの削除
効果が分かりにくく、使い所の難しい「くすり」「つよがる」「うそなき」「いのり」「おもいだす」「がまん」「ためる」「せいしんは」といったコマンドが削除・整理されている。
戦闘バランスの調整
敵キャラクターの隊列という概念を廃し、どこにいる敵でも物理攻撃で与えるダメージが同じになっている。また、オリジナル版に比べて敵キャラクターから与えられるダメージが軽減されている。また、特定の手順が必要だったバトルについて、その制限が解除もしくは緩和されている。
一部魔法の削除、名前変更
白魔法「プロテス」「シェル」「ディスペル」と、隠し召喚魔法「コカトリス」が削除されている。また、魔法の効果の大きさを表す指標も数字に変更されている。例：ケアル1（=ケアル）、ケアル2（=ケアルラ）
武器・モンスターの名称変更
分かりづらい名前が多かった本作だが、イージータイプでは変更されている。たとえば「デザートサハギン」が「すなおとこ」に、「ラグナロク」が「かみがみのつるぎ」になっている。また「すす」など本来手に入るはずのないアイテムの名前が "Dummy" に統一されている。
セリフ・演出の変更・追加
一部のセリフの表現が分かりやすくなっている（いにしえ→むかし）他、操作方法の説明やストーリー展開、次の目的地を読み取りやすいようにするメッセージも挿入されている。
また、ゾットの塔でローザに落とそうとしていた物がギロチンから鉄球に変更されており（救出後彼女が縛られていた椅子を調べることで確認できる）、このシーンでのセシルとローザの「抱き合ってキスをする」動きが「抱き合う」のみになっている。さらに、バロンの町の踊り子が服を脱がないなど、低年齢向けの変更がなされている。
トレーニングルームの充実・追加
オリジナル版ではバロンの町にあったトレーニングルームの項目が増加し、その他の場所へも増設されている（内部は全て同じ）。
アイテム体系の簡略化、入手容易化、一部アイテム追加
特定のステータス異常を回復するアイテムの種類が特に多かった本作だが、イージータイプではそれを排除して、ステータス異常全般を回復する「万能薬」に統一し、万能薬自体の入手難度も下げている。ただし本作では同じアイテムの束を複数持つことができるため、状態回復アイテムが万能薬に統一されても回復可能回数が著しく減るわけではない。
また、アイテムの価格も抑えられている。特にMP回復アイテムである「エーテル」については、扱うショップが増え、入手がさらに容易になっている。
「子豚の竹刀」など、イージータイプのみで入手できるアイテムも追加されている。
開発室の削除
ゲーム内の隠し要素としてスタッフたちと会話できる開発室があったが、削除された。
最終ボスのグラフィックの変更
最終ボスが別のグラフィックに変更されている。またこのグラフィックはゲームボーイアドバンス版の隠しボスとして使用されている。

## 設定

### ストーリー
プロローグ
強大な軍事力を持つバロン王国の飛空艇団「赤い翼」の隊長セシルはミシディアから「水のクリスタル」を奪うという任務を達成しその帰途にあった。しかし、その過程で無抵抗の人々に危害を加えてしまったことに罪悪感を抱いたセシルは、心優しかったはずのバロン王の変心に疑問を抱き、クリスタルを渡す際に王に真意を問うが、王の怒りを買って赤い翼隊長の任を解かれる。その代わりにミスト近辺に出没する幻獣の討伐を命じられ、セシルは竜騎士団の隊長である親友カインと共に旅立つこととなる。
ミストの村の悲劇〜ローザとの再会〜ダムシアン崩壊
行く手を遮るミストの洞窟の出口に立ちはだかる幻獣ミストドラゴンを倒し、もう1つの仕事であるボムの指輪の配達のためミストの村に立ち入った2人だが、ボムの指輪が突如として大爆発を起こし、村は炎に包まれてしまう。そして死んだ母親の傍で泣いていた少女の言葉から、この村がこの世ならざる魔物・幻獣を使役する召喚士一族の隠れ里であることを知る。同時に自分たちがミストドラゴンを倒したことで彼女の母の命を結果的に奪ってしまったという衝撃的な事態に直面し、王が村を焼き払うために自分を利用していたことを悟ったセシルは怒りに絶叫する。セシルはやむを得ず少女を連れて逃げようとするが、怒りに駆られた少女が呼び出した幻獣の暴走により大地震が起き、カインとはぐれてしまう。
目覚めたセシルは気絶したままの少女を連れて砂漠の村カイポの宿で休ませる。その夜、バロンからの追手を撃退したことで、少女は自らの名をリディアと名乗ってセシルに心を開き、行動を共にすることになる。
翌朝、カイポの村の民家で高熱病にうなされているローザを発見する。高熱病の特効薬が砂漠の王国ダムシアンにしかないことを知り、ダムシアンへの地下水路で立ち往生していた賢者テラを仲間に加え、協力して水路を塞ぐモンスターを倒してダムシアン王国へと到着する。
その直後、赤い翼が襲来し城に爆撃を加えて去っていく。ダムシアン王家の王子と駆け落ちした娘・アンナの後を追っていたテラは、城の広間にアンナが倒れているのを見つけて愕然とする。アンナは王子ギルバートとの仲について、改めて許しを得るため村に戻ろうとした折に赤い翼の襲撃に遭い、ギルバートを庇って重傷を負い、テラと会話を交わした後に息を引き取ってしまった。居合わせたギルバートの口から赤い翼を指揮していたゴルベーザと名乗る男の存在を知らされたテラは、娘の仇討ちを決意して独り去っていった。悲しみに暮れ自暴自棄に陥っていたギルバートをセシルは叱咤し、ローザを救うために力を貸してほしいと懇願する。その言葉を聞いたギルバートは、ダムシアン王家に伝わる砂漠用のホバーを貸し出し、特効薬を生み出すモンスター・アントリオンが住む洞窟へと共に向かい、無事に薬を手に入れローザを救う。回復したローザから、バロン王国がセシルの後任としてやってきたゴルベーザと名乗る謎の男に操られていると聞いたセシルは、ダムシアン国を襲った目的がクリスタルの強奪であったことを鑑みてファブール国のクリスタルが狙われていると判断し、ローザを仲間に加えて一路、ファブールへと向かうこととなる。
ファブール攻防戦
道中、王国への道に立ちはだかる山を越えていく道中、モンスターの群れに襲われていたモンク僧ヤンを救い出したセシルたちは、ファブール国のクリスタルが狙われていることを伝え、手薄になっている城を守るために急ぎファブールへ向かう。ファブール国の王はセシルたちの言葉に半信半疑であったが、旧知の中であるギルバートからダムシアン王国が滅ぼされたことを知らされ、認識を改めて城の防衛を急ぐこととした。セシルたち男性陣は防衛線に加わり、ローザとリディアはファブール王から救護の任を命じられる。程なくしてゴルベーザ率いる赤い翼が襲来するが、次々と押し寄せるモンスターの大軍に押されてセシルたちはクリスタルルームへと撤退を余儀なくされる。そこに、指揮官ゴルベーザがカインと共に姿を現す。再会に喜ぶセシルだが、カインはセシルに槍を向ける。親友が敵意を向けてくることに動揺を隠せないセシルは瞬く間に倒され、クリスタルを奪われてしまう。さらに、止めを刺そうとするカインの間に割って入ったローザがゴルベーザにさらわれてしまう。セシルはローザとクリスタルを取り返すため、ファブールからバロンへ航路で向かうことを決めるが、その道中に突如姿を現した大海原の主・リヴァイアサンが引き起こした大渦に飲み込まれ、船は沈没してしまう。
パラディンへの目覚め〜水のカイナッツォ戦
遠く離れた地に流れ着いたセシルは近くの村へとたどり着くが、そこはかつて自分が襲撃したミシディアの村だった。
村人たちの白い目にさらされながら長老に面会したセシルは、長老の勧めで試練に打ち勝ったものに光の力を授ける祠があるという試練の山を目指すこととなり、お目付け役の双子の魔導士・パロム、ポロムと共に試練の山へ向かう。道中、仇討ちのために強い力を求めて旅をしていたテラと再会する。試練の山の山頂で四天王の一人・土のスカルミリョーネに襲撃されるもこれを撃破。その先で、不思議な声に導かれるまま祠へと向かう。そしてセシルは光の戦士パラディンになり過去の自分と決別するため、暗黒騎士セシルとの対決に挑む。試練に打ち勝ったセシルは、闇の力を捨てて聖なる力を持つ戦士パラディンへと生まれ変わる。そして、テラも忘れていた全ての魔法を思い出す。
その姿を見てセシルを認めた長老は、ミシディアとバロンを結ぶデビルロードの封印を解放する。セシルの監視役を終えたパロムとポロムは引き続きセシルの力になるため、そしてテラもゴルベーザとの戦いのために、セシルと同行してバロンへと向かう。
バロンでセシルたちを待っていたのは、記憶を失いゴルベーザの手下として操られていたヤンだった。ヤンは情報収集のためにバロンの酒場へとやってきたセシルたちを見とがめて襲い掛かってきた。戦いの後、正気を取り戻したヤンは一行の話を聞き、持たされていた地下水路の鍵を利用して、地下水路からバロン城内に進入する計画を立てる。城内への進入に成功し、近衛兵長ベイガンと再会するが、パロムとポロムの指摘で既に魔物と化していた正体を露にする。ベイガンを倒して王座の間に入り、バロン王と久方ぶりの再会を果たすセシルであったが、実は既に本物のバロン王は殺され、ゴルベーザ配下の四天王のひとり、水のカイナッツォに成り代わられていた。全てはバロン王に化けたカイナッツォの仕業だったのである。カイナッツォを撃破し、セシルたちは自力で脱出してきたシドと再会する。しかし、カイナッツォの最後の罠によって突如通路の左右の壁がプレス機のように動き出し、一行は部屋に閉じ込められたまま絶体絶命の危機に陥る。その時、パロムとポロムが壁を押さえ込み、仲間たちを救うため、自らの意志でブレイクの魔法により石化する。悲しみに暮れる一行は2人の命がけの行動に報いるため、シドが起動させた新型飛空艇エンタープライズ号に乗り込んだ。
バロン上空にて、カインが乗り込んだ赤い翼が横付けし、ローザとトロイア国の土のクリスタルを交換するという取引を持ち掛けてきた。一行はローザを救うため、やむを得ず条件を飲み、トロイア国へと向かった。
土のクリスタル奪還〜テラの死〜風のバルバリシア戦
豊かな水と森に栄える女性だけの国トロイアに向かったセシル一行は、トロイア城の医務室でギルバートと再会する。ギルバートは、船の沈没の後にトロイアに流れ着き保護されていたのだ。著しく衰弱したギルバートは旅に同行できそうもないことを嘆き、セシルたちにひそひ草を手渡して一行の冒険を見送る。城を治める神官たちに事情を話し、クリスタルを貸してもらいたいと願い出たセシルだが、大きな問題が持ち上がっていた。ダークエルフがクリスタルを盗み出し、磁力の洞窟へと逃げ込んでしまったのだという。クリスタルの奪還のため磁力の洞窟へと向かうセシルたちだが、強烈な磁力がほとばしる洞窟では金属製の武具が使えず、悪しき力を持つダークエルフの前に全滅寸前にまで追い込まれてしまう。その時、ひそひ草からギルバートの竪琴の音色が響き渡り、ダークエルフが弱体化し磁力が消え去る。その隙に金属製の武具を装備したセシルたちは、苦し紛れにダークドラゴンに変身したダークエルフを倒して無事クリスタルを持ち帰る。
土のクリスタルを手にしたセシルたちは、カインに導かれて天空にそびえるゾットの塔に向かう。激しい戦いの末に塔の最上階にいるゴルベーザのもとへとたどり着きクリスタルを渡した直後、ゴルベーザは約束を反故にしてローザの解放を拒んだ。ゴルベーザへの恨みに燃えるテラは単身戦いを挑み、試練の山で会得した究極の攻撃魔法メテオを放ち重傷を負わせるものの、その反動で倒れてしまう。退散しようとするゴルベーザをセシルは引き留めようとするものの、一撃を受けて吹き飛ばされてしまう。とどめを刺そうとしたその時、セシルを見て何かに気づいたかのようなそぶりを見せ、そのまま去っていった。生命力のすべてを使い果たしたテラは娘の仇をセシルたちに託して息を引き取る。セシルは正気を取り戻したカインに導かれ、ギロチンにかけられていたローザを間一髪で救い出す。互いの想いを打ち明け抱擁をかわす2人を複雑な思いで見つめ、本心を打ち明けたカイン。その直後、ゾットの塔を司るゴルベーザ四天王の紅一点、風のバルバリシアが姿を現す。空中戦を制したカインの活躍により、戦いに敗れたバルバリシアは塔を破壊してセシルたちもろとも道連れにしようとするが、ローザの魔法で無事脱出を果たしバロンへと帰還する。
地底世界への道〜リディアとの再会
カインは、操られていた間に知りえたクリスタルに纏わる情報を伝えた。それによると、これまでに奪われてきた4つのクリスタルの他に対となる闇のクリスタルなるものが4つ存在するといい、8つ全てを集めた時に月への道が開かれるのだという。その鍵になるという「マグマの石」を孤島の町アガルトにある井戸に放り込むと、轟音と共に山が爆発して大穴が空き、地底への入り口が開かれる。
飛空艇で地底世界へと突入するセシルたちだが、戦車部隊と赤い翼の砲撃戦に巻き込まれ、被弾して不時着してしまう。地底世界に住むドワーフたちの王ジオットの城に向かったセシルは、地底世界にもゴルベーザの魔の手が及んでいることを知る。ドワーフ自慢の戦車隊を飛空艇で援護して欲しいという王の要請を受け、シドは飛空艇の修理と強化のため別行動をとる。闇のクリスタルのことを問われた王は既に4つの内の2つが奪われてしまったと伝え、残りの1つが玉座の後ろの隠し部屋にあることを明かす。しかし、ゴルベーザが密偵として遣わしていた人形型モンスター、カルコとブリーナによって居場所を暴かれてしまった。カルコとブリーナを倒したものの、ゴルベーザの侵入を許してしまう。圧倒的な実力で追い詰められ、黒竜召喚によって窮地に陥ったセシルにとどめを刺されようとしたその時、何者かがミストドラゴンの霧の力で黒竜を消し去り、間一髪のところでセシルを救う。駆けつけてきたのは、船の沈没以来行方不明となっていたリディアだった。セシルたちはリディアの加勢により巻き返し、ついにゴルベーザを倒す。間一髪のところで救われたセシルたちは久方ぶりの再会を喜びつつ、幼かったリディアが大人に成長していたことを驚く。彼女曰く、船の沈没で海に投げ出された後、リヴァイアサンによって幻獣たちの住む世界へと連れていかれ、大人になった後、迫りくる危機に立ち向かうための力となるべく戻ってきたのだという。一行が城へ戻ろうとしたとき、倒したはずのゴルベーザが蘇り、クリスタルを持ち去ってしまった。
事態を聞いたジオット王は、残すところあと1つとなった闇のクリスタルは封印の洞窟に隠されていることを明かすが、鍵がないと入れないという。ゴルベーザが最後の1つを奪いに封印の洞窟へ向かっている間、ゴルベーザが本拠地としているバブイルの塔に潜入し、クリスタルを奪還する作戦を立てる。クリスタルが奪われた責任を感じていたセシルたちは、王の言葉に従い、戦車隊が敵陣を引きつけている隙を狙い、塔へと潜入する。
バブイルの塔に入ったセシルたちは、狂科学者ルゲイエとロボット・バルナバを倒すものの、ルゲイエの口からクリスタルがすでに地上へ移されたこと、塔に備えられた巨大砲によってドワーフたちの命が狙われていることを知らされる。急ぎ巨大砲の破壊へと向かい狙撃手役のモンスターたちを蹴散らしたセシルたちだったが、モンスターたちが最後の力で巨大砲を暴走させてしまう。暴走を止めるため、ヤンは自ら部屋に残り巨大砲を止めるが、暴発による爆発に巻き込まれてしまう。
塔から脱出しようとした時、ゴルベーザの策略で塔から繋がる橋を落とされ、宙に放り出されたところをシドの飛空艇により間一髪救われるが、敵の飛空艇の追撃を受け窮地に陥る。シドはセシルたちに、地上へ戻ってバロン城へ向かうよう言い残し、飛空艇が地上に出たのを見計らって爆弾を抱えて飛び降りて地底への入口の穴を塞いだ。
ヤン、そしてシドまでも立て続けに失った一行は、悲しみを振り切ってバロンへ向かう。
エブラーナ城〜エブラーナの洞窟〜因縁の対決
バロンに戻りシドの弟子たちに会ったセシルたちは、飛空艇にフックを取り付けてもらい、ギルバートから借りたホバーを運び、バブイルの塔がそびえるエブラーナ大陸の浅瀬から続くエブラーナの洞窟に向かう。忍者の一族が住むエブラーナは既にゴルベーザの手によって滅ぼされており、生き延びた人々は洞窟にアジトを築いて籠城していた。バブイルの塔に続く抜け穴が作られていると知ったセシルは、洞窟を経由して塔内への潜入を図るが、抜け穴近くでエブラーナ王国の王子・エッジと、ゴルベーザ四天王の最後の1人、火のルビカンテとの一騎討ちを目撃する。圧倒的実力差に完敗を喫しつつもエッジは手出し無用と意地を張るが、大切な仲間を立て続けに失った悲しみに耐えきれずに泣き出したリディアを見て言葉を詰まらせ、セシルたちと利害が一致していたことから自らの意志で仲間に加わる。
バブイルの塔に潜入した一行は、道中でエブラーナ国王夫妻と遭遇するが、既に国王夫妻はルゲイエの手でモンスターに改造されており、戦闘の末に正気を取り戻し自ら命を絶ってしまう。非道な仕打ちへの怒りに震え力を覚醒させたエッジの前にルビカンテが姿を現し、激しい戦いの末に撃破して両親の仇を討った。
飛空艇の格納庫で見つけた最新型飛空艇ファルコン号を奪取し、一行は塔を脱出する。
竜の口より生まれしもの〜月の民〜セシルとゴルベーザの真実
ドワーフ城へと戻ったセシル一行は、城の救護室で奇跡的に一命を取り留めたシドと再会する。一行は王女ルカから託された首飾りを使って封印の洞窟へ入り、クリスタルを手にする。しかし、洞窟の出口でカインが再びゴルベーザに操られ、クリスタルを奪って去ってしまう。
城へ戻ったセシルたちはジオット王が口にした「魔導船」なる船の伝説の一節が、ミシディアで聞かされた「竜の口より生まれしもの」の伝説と合致していることに気づく。ジオット王はミシディアの民の祈りが魔導船の復活を目的としたものであると推測し、ミシディアへ向かうよう伝えるが、地上と地底を結ぶバブイルの塔はクリスタルがそろったことで近づけなくなり、地底への入り口の穴も爆発によって塞がってしまった。そこで、シドはファルコン号の船首にドリルを取り付けて地上へ戻れるように計らってくれた。
地上に出たセシルたちはミシディアへと急ぎ祈りの塔へ向かい、魔導船復活の現場に立ち会った。そして、月で待つといわれる何かを追い求め、月へと向かった。
セシルたちは一面不毛の大地が広がる月にそびえたつ不思議な館を見つけ、そこで自らを月の民と名乗る謎の老人フースーヤと出会う。フースーヤ曰く、月の民はかつて火星と木星の間に存在した星で栄えていた種族だったが、絶滅の危機に瀕したため月に偽装した船に乗ってセシルたちが住む青き星へと向かった。しかし青き星に住む生命がまだ発展途上だったため、青き星に住む者たちが自分たちと対等に話し合えるようになる日が来るまで、自ら作り出した月の内部で眠りについているのだという。その中で唯一、眠りを拒み、力ずくでの移住を目論んだ男・ゼムスこそが一連の騒乱の裏で糸を引く黒幕であると告げ、その目的が月の民にとってのエネルギー源であるクリスタルを地上から奪い去り、バブイルの塔の次元エレベーターを作動させて封印されたバブイルの巨人を地上に降ろし、地上を焼き払うことなのだとフースーヤは告げた。そして、フースーヤの弟クルーヤが同じく眠りを拒みながらも青き星に興味を示し星へ降りたったこと、彼と青き星の女性の間に生まれた2人の子供の内の1人が、他ならぬセシルであることも明かした。事情を聞かされたセシルたちは同行を申し出たフースーヤを仲間に加え、青き星に引き返した。
その時すでにバブイルの塔は動き出しており、地上に送り込まれたバブイルの巨人が強烈な爆撃で辺りを焼き払う。手遅れだったかと一行が歯噛みしたその時、バブイルの巨人の周囲で旅の途中で出会った仲間たちによる反撃が始まった。巨人の周囲にはバロンの赤い翼とドワーフ戦車隊が集結し、巨人に対して抵抗していたのだ。仲間たちの心強い応援に一行は立ち上がり、フースーヤの助言の元、飛空艇から巨人の口に飛び込み、内部からの巨人の破壊を図る。
ゼムスの力により復活した四天王との戦いを経て、最深部にある制御システムを破壊した直後、ゴルベーザが飛び込んでくる。フースーヤは何かに気づいたかのようにゴルベーザと対峙し、自らの力を振り絞った末に気を失う。そして、ゴルベーザはその身を縛っていた憎しみから解き放たれ、別人のように穏やかになった。フースーヤの言葉から、ゴルベーザがゼムスの洗脳によって操られていたこと、そして、セシルの実の兄であるという、驚愕の真実が明らかになる。ゴルベーザへの憎しみと真実のはざまで沈黙するセシルをよそに、自分を操ってきたゼムスに憤るゴルベーザは自らの手で決着をつけるべく、フースーヤと共に立ち去った。
その直後、巨人が崩壊を始め絶体絶命の危機を、駆けつけたカインが救う。魔導船に戻り事の顛末を語るカイン。エッジは巨人復活の一端を担ったカインを責めるが、ローザは彼を擁護し、ゴルベーザが黒幕のゼムスに操られていたこと、セシルの実の兄だったことを教える。カインは、今度操られたときは遠慮なく切り捨てろと覚悟を示してパーティに復帰。今度ばかりは生きて帰れる保証はないことを理由にセシルに魔導船から降りるよう告げられたローザとリディアは、従うふりをしてこっそりと船に残り、セシルと共に戦う決意を改めて表明する。
最後の戦い〜別れ〜エンディング
星に平和を取り戻すべく、黒幕ゼムスが潜む月の地下渓谷へと向かったセシルたちは、最深部でゴルベーザとフースーヤがゼムスと対峙しているところに立ち会った。激闘の末、ゴルベーザはフースーヤと協力してはなったWメテオでゼムスを打倒する。
しかしその直後、憎しみを増幅させたゼムスが完全暗黒物質ゼロムスに変貌し、セシルたちはゼロムスの凄まじい一撃を受けて気を失う。それに耐えたゴルベーザはフースーヤの言葉に従ってクリスタルを使い、ゼロムスの真の姿を暴こうとするが、闇の力に染まった身ではクリスタルの輝きを放つことはできず、ゼロムスの放ったメテオを受けてフースーヤもろとも倒れてしまう。
ミシディアの祈りの塔で祈りをささげていたパロムとポロムは、セシルたちの危機を感じ取り、長老は塔に集まってきていた仲間たちに、祈りを通じてセシルたちに力を送ろうと呼びかける。かろうじて立ち上がったセシルはゴルベーザからクリスタルを受け取り、ゼロムスに決死の覚悟で立ち向かおうとする。
セシルの前に仲間たちの幻が次々と現れて激励の言葉をかけ、セシルと仲間たちに力を与えていく。激励を受けた仲間たちが立ち上がり、そしてゴルベーザとフースーヤに力を与えられたセシルは、聖なる力をクリスタルに託し、その光でゼロムスの真の姿を照らし出した。醜悪な宇宙生物のような姿を曝け出したゼロムスは、死闘の末倒され、復活を予感させる言葉を残して消滅した。
死闘を終え、複雑な思いでうつむいていたセシルは、ゴルベーザが深い罪の意識から青き星へ戻らず月の民と共に眠りにつくことを選んだことを知る。セシルは仲間たちに促されてゴルベーザと向き合い、最後に彼を「兄さん」と呼んだ。ゴルベーザは感謝の言葉と共にフースーヤとともに去っていった。
こうして、世界は平和を取り戻し、もう一つの月は青き星から離れていった。仲間たちはそれぞれの故郷でそれぞれの日々を送り、そしてセシルとローザはバロン王の後を継ぎ、バロンの王と王妃となることが決まった。戴冠式の当日、準備に追われていたセシルはふと、遠くから別れを告げる兄の声を聞いた。
そしてかつての仲間たちが続々と戴冠式に集い、セシルとローザを祝福するシーンで物語は幕を閉じる。

### 世界
本作の世界は2つの衛星を持った惑星「青き星」。作中では地球のように表現されており、文明は中世レベル程度である。2つの衛星の内、1つは現実の月のように何もない世界であるが、もう1つの月（元々は移民用の巨大な宇宙船を月のようにカモフラージュした物だが、本編では特に言及されていない）には月の民と呼ばれる人々が住んでいる。月の民は青き星の文明を尊重しており、彼らは基本的に地上に干渉していないが、一部の月の民が地上に降り立ち、月の民由来の様々な文化や遺産を伝えている。
文明を持つ「青き星」と「月」にはクリスタルが4つずつあり、物語はこのクリスタルを巡っての争奪戦から始まる。クリスタルには自我が存在しており、言葉を話す。また魔導船の動力となっていたり、不思議な効力を持っているなど、今作では便利なアイテム扱いの傾向が強い。クリスタルの正体は続編『ジ・アフター』で明らかになる。

#### 地上
地上には6つの国家が存在する。クリスタルの内の4つがそれぞれ火・土・水・風と呼ばれ、4国家に安置・封印されている。バロン王国を除き、古くから何らかの形で月との関連を持っている。
住民は人間の他、ドワーフ族の末裔や獣人なども少数ながら確認できる。また、どの国家にも属さない小さな村もいくつか存在する。
- バロン王国 - 古くから発達していた軍事国家。最も広い領土を持ち、賢王であるバロン王の統治の下で平和を維持してきたものの、王のクリスタル略奪命令を発端として、国内外に不審と不穏が広がりつつある。飛空艇団「赤い翼」（DS版では「赤き翼」）、近衛兵団、暗黒騎士団、竜騎士団、陸兵団、海兵団、白魔道士団、黒魔道士団の8つの軍団を持つ。
- ミストの村 - バロンとダムシアンとの境にある辺境の村。この世ならざる世界「幻界」に最も近いと言われる。幻界の住人である幻獣を呼び出して使役する召喚士の血筋が伝えられている。血が薄まると召喚士としての力も弱まるので、血統の維持のために村の中で血族婚姻を重ねた結果、村民たちの寿命は短くなっている。
- ダムシアン王国 - 「火のクリスタル」を所有する、砂漠の中継地点である商業国家。砂漠に住む怪物サンドウォームを退散させる不思議な唄を持つ商人ギルバート一族が治めている。この国の初代国王である初代ギルバートの名前が通貨単位である「ギル」のもとになった。
  - カイポの村 - ダムシアン城の南、ダムシアン砂漠にあるオアシスの村。
- ファブール王国 - 「風のクリスタル」がある宗教国家。精神修行を目的として修行僧を受け入れていた寺院に、武道家が集まるようになり発展していった。武道を精神修行の一環として行うモンク僧たちが住む。寺院には100年前に戦乱から落ち延びてきた暗黒騎士が悟りを開いて捨てた暗黒剣が安置されている。
- ミシディア国 - 「水のクリスタル」がある、厳しい自然環境の中で魔法が発達した魔法国家。月の民の伝承が残されている。
- トロイア国 - 「土のクリスタル」を保持する、8人の女神官（8つ子）によって治められている宗教国家。初代の8神官（こちらも8つ子）が生まれて以降、女性しか生まれない怪現象に見舞われ、かつてトロイアで生まれた男性は早世するなどして全員死亡している。
- エブラーナ王国 - 地理的に他国と離れた孤島にあり、他国との交流が薄く独自の文明が発達した国家。「忍術」という特殊な魔法が伝承されており、兵士もこの魔法を体得しているが、その奥義は王家のみの一子相伝である。月の民の遺産が国土内に封印されている。
- ミスリルの村 - ミスリル金属の採掘・精製・加工・販売を行っている村。人間は住んでおらず、採掘を行う豚族、精製を行う蛙族、加工を行う小人族が住んでいる。
- アガルトの村 - 地底から地上へと移り住んできたドワーフの末裔が住む村。塞がれた地底への道を開くための枯れ井戸がある。また天体観測所がある。
- デビルロード - バロンの町とミシディアを結ぶ通路。海にへだてられた2つの国を、わずかな時間で行き来できるワープゾーン。両国の間に国交が樹立された際にデビルロードが作られた。現在はバロン側の虐殺行為に伴い、封印されている。

#### 地底
小柄なドワーフ族によって治められる地底世界。大きな城が1つ、小さな村が1つあるほかはいくつか洞窟があるだけである。地形がマグマで覆われているため、主にドラゴン系や火の属性を持ったモンスターが多く生息している。
この世界でクリスタルは「闇のクリスタル」と総称されている。4つ存在しているが、うち2つはセシルたちが来るまでにゴルベーザの手に渡ってしまっている。
- ドワーフ王国 - ジオット王を君主とするドワーフの国であり、「闇のクリスタル」を1つ保持している。ドワーフの軍隊は戦車部隊を保有している。ここでは「ラリホー」が挨拶の言葉である。城の住民たちは開放的で陽気な性格をしているが、長く外界と隔絶していたため、地上のことに関しては無知。
  - トメラの村 - かつてはドワーフの城とは陸続きだったが、地殻変動のせいで孤立してしまった。ここでは「ハイホー」が挨拶の言葉である。

#### 幻界
地底世界のさらに奥深くに存在する幻獣たちの住処で、この世ならざる世界と呼ばれており時間の流れが現世と異なる。木製の足場の上に建物が建てられており、地上の町や村と変わらない人間的な生活様式が見受けられる。地上ではミストの村が幻獣の世界に最も近い場所にある。地底世界にある幻獣の洞窟が唯一の経路だが、洞窟を抜けるには一面に広がるダメージ床を通っていかなくてはならない。住人のほとんどは友好的な態度で接するが、中には人間に対して警戒心を持つものもいる。また、幻界図書館にある幻獣にまつわる蔵書に、幻獣たちが月から青き星へと降り立った存在であることが記されているが、幻獣たちを使役する召喚士や召喚魔法の起源については不明である。

#### 月
本作の「もう1つの月」は、元々火星と木星の間にあった星が滅んだ際、そこに住んでいた人々が眠り場所として作ったもので、いわば巨大な宇宙船のようなものである。月の溪谷の地下では月の民が眠りについている。また青き星を征服しようとしたゼムスも地下溪谷に封印されている。地下溪谷ではゼムスの放った刺客が襲い掛かり、またゼムスマインドのような偵察用のモンスターも配備されている。獣人族の一部は、後に月からの移民の子孫であることが判明する。月面には強力なモンスターが生息しており、そこへ向かう主人公たちを待ち受ける。

## 登場人物
担当声優はニンテンドーDS版以降の移植作品や、『ディシディア ファイナルファンタジー』シリーズなどの客演作品での配役。

### プレイヤーキャラクター
本編でのプレイヤーキャラクター（パーティーに加わることになるキャラクター）は、以下の12人である。主人公のセシルを除くメンバーは、シナリオの進行によって加入と離脱を繰り返していき、最大5人を操作していくことになる。
セシル・ハーヴィ（Cecil Harvey） - 暗黒騎士 / パラディン
声 - 程嶋しづマ
178cm 58kg 利き腕：右 20歳
本作の主人公。一人称は「僕」。孤児だったが、バロン国王の保護を受けて士官学校を卒業後、学友のカインと共に兵学校へ入学する。陸兵団の小隊長に就任後は暗黒騎士に選出され、その後に新設された飛空艇団「赤い翼」の初代団長となるが、国王の命令に不審を抱いたために王の不興を買って団長の任を解かれる。直後に与えられた幻獣討伐の命令遂行のために向かったミストで起きた悲劇により、王の真意を知って祖国との決別を決意し、国を出奔して追われる身となる。
優しく真面目な性格の持ち主だが、それゆえに闇の力を礎とする暗黒騎士になったこと、王の命令とはいえ罪のない人々を傷つけてしまったことを悔いている。その後、ゲーム中盤で試練を越えて過去の罪を清算することで闇の力を捨て、パラディンとなる。
暗黒騎士時代は暗黒剣を装備でき、最大HPの1/8を消費する代わりに敵全体を攻撃できる「あんこく」を使う。強力だが、アンデッドには通用しないという欠点がある。パラディンになると、高い攻撃力と防御力に加え装備品も充実し、特定の味方もしくは瀕死の味方を「かばう」ことが可能。わずかながら白魔法も使うことができる。
ストーリー終盤に月の民の血を引いていること、ゴルベーザが実の兄であるということが明らかになる。
DS版では、暗黒騎士においては「あんこく」が「数ターンの間、HPを消費して攻撃力アップ」に変更。パラディンにおいては習得できる白魔法が増えた。

ローザ・ファレル（Rosa Farrell） - 白魔道士
声 - 甲斐田裕子
162cm 47kg 利き腕：右 19歳
本作のヒロイン。バロン国直属の白魔道士団に所属する白魔道士であり、国内で高い人気を誇る美女でもある。幼い頃に父親と死別している。セシルと恋仲だが、母親からは貴族である自分と身分不詳の孤児であるセシルとの関係を不快に思われている。セシルを追って城を飛び出し、セシルと再会するがゴルベーザに人質としてさらわれてしまう。その後、セシルたちによって助け出され、以降は物語の最後までセシルと行動を共にする。エンディングではセシルと結ばれ、戴冠式を経てバロン王妃となった。
カインとは幼馴染の間柄であり、カインから思いを寄せられていたが、当の本人はそのことを知らず、ゴルベーザの魔の手から救い出された直後のカインからの告白で彼の思いを知ることになる。
白魔法のほか、仲間全員のHPを若干回復する「いのり」や、特定の敵に対して弓矢の命中率を100パーセントにして攻撃する「ねらう」を使うことができる。特に白魔法の効果は絶大で、パーティ最大の回復役を一手に引き受けることとなる。
天に祈りを捧げることにより、MPを消費せずに仲間全員のHPを回復が可能。しかし効果のない時もある。DS版では、「いのり」でMPも回復可能、「ねらう」は弓矢以外でも使用可能になった。
カイン・ハイウインド（Cain Highwind） - 竜騎士
声 - 山寺宏一
183cm 61kg 利き腕：左 21歳
バロン王国竜騎士団隊長。セシルの親友であり、数少ない竜騎士の一人でもある。空高く舞い上がって攻撃する「ジャンプ」を使う。一人称は「俺」。
幼少時に両親を亡くしており、同じく幼少時に父を亡くしているローザとは幼馴染であると同時に家同士でも交流があり、非常に親しい関係だった。ローザに片思いしており、秘めた思いから来るセシルへの嫉妬心を利用され、ゴルベーザの精神支配を受けて敵として立ちはだかることになる。エンディングでは、セシルとローザの戴冠式に参加せず心を見つめ直して己を鍛え直すため兜を脱いで試練の山へ旅立つ。
作中では敵に意識を操られていたと語られているが、ローザと相思相愛であるセシルに嫉妬していた。しかし、カインはセシルに人望を持っており憎むことはできなかったため、嫉妬する心につけ込まれている状況を利用して自らの意思で敵側に回った。
父親はバロンにおいて英雄的な凄腕の竜騎士であり、幼少期のカインは父のリチャードと比較されることを重荷に感じていた。そのため、『ジ・アフター』ではセシルの息子セオドアに過去の自分を重ねて見る様子が多々登場する。
GBA版追加ダンジョンの「月の遺跡」においてカインが持つ嫉妬心を煽る試練が待っており、セシルやローザとの友情を試されるのだが、試練を乗り越えたカインには笑顔は無かった。後に『ジ・アフター』ではカインの心の奥の苦悩の巨大さと、真の決着が描かれることとなる。
『ディシディア デュオデシム ファイナルファンタジー』に参戦している。
リディア（Rydia） - 召喚士
声 - 下屋則子
（子供時代）107cm 18kg 利き腕：右 7歳
ミストに住む召喚士の少女。偽のバロン王に騙されたセシルの手によって故郷を焼き滅ぼされ、その際に村を守護する召喚獣を使役していた母を失った。そのため、当初はセシルのことを憎んでいたが、道中でセシルの優しさに触れて心を開くようになった。ゲームの途中でパーティから離脱。その間に人間界よりも時の流れが速い幻界にいたため、わずかな期間で大人に成長し、危機に陥ったセシルたちを救いに駆け付ける。再登場後の姿はエッジが惚れ込むほどの美しさで、幻界を治めるリヴァイアサンも絶賛している。幻界の幻獣たちとの交流の中で黒魔法と召喚魔法の腕前を高め、また故郷を焼かれた際の火がトラウマとなって最初は使えなかった火の攻撃魔法も劇中で克服して使えるようになった。
黒魔法と召喚魔法を使う。また、子供時代のみ一部の白魔法も使える。幻獣と出会いイベントをこなしていくことによって、新たな召喚魔法を使えるようになる。GBA版でのリディアの試練でのみ、一時的に子供に戻る。
テラ（Tella） - 賢者
声 - 納谷悟朗
177cm 48kg 利き腕：右 60歳
有名な賢者。現在は高齢のために魔力も弱く、魔法のほとんどを忘れてしまっている。年老いてから生まれた娘であるアンナを溺愛するが、ダムシアン国の王子ギルバートと駆け落ちしたアンナを追うも、ゴルベーザの襲撃によってダムシアン崩壊に巻き込まれ眼前でアンナを失う。それ以降はゴルベーザを倒すことに全てを賭けるようになる。ゾットの塔内にてゴルベーザと戦い、命をかけてメテオを繰り出すも倒すには至らず、老齢の体故に魔法の負荷に耐え切れずに命を落としてしまう（その関係上、終盤自由にパーティを変えられるGBA版でも完全な途中離脱になる）。
パーティメンバーに加入した時点では、それぞれ一部の白魔法と黒魔法を使用できるのみ。ただし、「おもいだす」が成功するとブレイク、バイオ、デス、トルネドなどを使用することも可能。どの魔法を思い出すかはランダムであり、失敗する場合もある。試練の山のイベントで魔法を思い出した後は、ホーリーを除く全ての白魔法とフレア、クエイク、デスを除く全ての黒魔法を使えるようになる。
レベルが上がってもMPは90のまま上昇しないため、それ以上のMPが必要となるメテオを使用することは基本的には不可能。
DS版では2周目以降ならソーマの雫を使用するか、デカントアビリティ「MP+50%」を習得すれば普通に使用できる。離脱時のイベントによる演出とは違い、命を落として離脱することはない。
また、2周目以降で使用可能なデカントアビリティ「げんかいとっぱ」を習得すると、離脱時のイベントでテラがゴルベーザに対してメテオを繰り出した時のダメージが99999になる。
レベルが上がると力や体力などの能力が下がる場合がある。
ギルバート・クリス・フォン・ミューア（Gilbart Chris Von Muir） - 王族
声 - 堀川りょう
174cm 51kg 利き腕：右 24歳
商業国家ダムシアン王国の第一王子。世俗を嫌い、王族の身分を捨てて吟遊詩人として諸国を放浪していた。詩と歌を愛する平和主義で、争いを嫌う温和な性格。穏やかで心優しく、逆に言うと一見非常に臆病な性格だが、本人は底に秘めた己の強さに気付いていない。ゴルベーザの指揮下に置かれた赤い翼の爆撃により祖国を滅ぼされ、テラの娘で恋人だったアンナを失う。失意と悲しみに泣き崩れるが、セシルの叱咤と説得により仲間になる。その後はリヴァイアサンに襲われたことがきっかけで床に伏すことになるがセシルたちの窮地を救い、部分的な和解のままテラが亡くなった悲しみなどを乗り越え、優しさと強さと兼ね備えた性格となっていく。その後もパーティーに復帰はしないが、トロイアの神官たちとともに飛空艇でバブイルの巨人の足止めに参戦したり、最終決戦でセシルたちのために祈り立ち上がる力を与えたりと重要な役割を果たす。エンディングでは、アンナとテラを想いながらダムシアン王国の復興のために人々を指導する姿が描かれている。
状態異常を引き起こす「うたう」、手持ちのポーションを消費して味方全員のHPを回復する「くすり」、HPが一定まで減ると戦闘から一時撤退する「隠れる」を使う。
DS版では、「うたう」は効果が増え、任意で選択が可能。「くすり」が任意のアイテムを人数分一度に使用できるようになった。
『ファイナルファンタジータクティクス』では、アンナと共に儲け話中にゲスト出演しており、無事にアンナと結婚するという結末を迎えている。
ヤン・ファン・ライデン（Yang Fang Leiden） - モンク僧
声 - 玄田哲章
182cm 76kg 利き腕：両 35歳
ファブール僧兵団長。辮髪頭で筋肉質、人望も厚く思慮深い面もある快男児だが、恐妻家である。力を溜めて通常の2倍の威力を出す「ためる」、敵全体にダメージを与える「けり」、防御力を高める「がまん」を使う。装備品の「爪」は基本的に攻撃力0の武器だが、打撃に様々な追加攻撃を上乗せできる。バブイルの塔で、ドワーフの城に向けられたまま暴走した巨大砲を止めるために死亡したと思われていたが、シルフたちに救われてシルフの洞窟の最奥に匿われており、特定アイテムを使用することで目覚めさせることができる。ギルバート同様にパーティ復帰はしないが、後にバブイルの巨人を足止めする戦車隊に加わったり、最終決戦でもセシルたちに祈りを届けたりと活躍する。エンディングでは、ファブールの新王となるも変わらず僧兵団と稽古に励む姿が描かれている。
パロム（Palom） - 黒魔道士
声 - 釘宮理恵
94cm 22kg 利き腕：左 5歳
ミシディアの双子の見習い魔道士姉弟の弟で、やんちゃないたずらっ子。一人称は「オイラ」で、セシルのことを「あんちゃん」と呼ぶ。言いたい事を遠慮なく言う性格で、不躾な発言の後でポロムに拳骨を一発食らうことが多い。口は悪いが共に旅する中でセシルのことを慕うようになり、物語の途中でカイナッツォの罠からセシルたちを救うため、ポロムと共に自らにブレイクをかけて石化してしまう。後にミシディア長老に救出され、バブイルの巨人との戦いや最終決戦でセシルたちを助けた。
同世代の女の子に自分を自慢することがあり、エンディングではミシディアの女の子（『ジ・アフター』におけるレオノーラ）やルカにちょっかいを出しており、『ジ・アフター』ではそれが大きなことに発展してしまった。
「黒魔法」を使用できるほか、「つよがる」ことで知性を一時的に上げることができる。また、ポロムと「ふたりがけ」で合体魔法（「プチフレア」「プチメテオ」）も使える。成長すれば全ての黒魔法を習得できる。
ポロム（Porom） - 白魔道士
声 - 釘宮理恵
93cm 19kg 利き腕：右 5歳
ミシディアの双子見習い魔道士姉弟の姉。大人びた口調のしっかり者であり、いつもパロムを諌めている。ミシディアの長老の指示でセシルを監視する任務を請け負っていたが、過去の罪を償い、真っ当であろうとするセシルの心に感銘を受け、セシルと旅を共にする。バロン城でピンチに陥ったセシルたちを救うため、パロムと共にブレイクをかけて石化するが、長老に救出されてセシルたちをパロムとともに最後まで助けた。
白魔法を使えるほか「うそなき」して敵を動揺させることができ、また前述の通りパロムと「ふたりがけ」で合体魔法が使える。また、成長すれば全ての白魔法を習得できる。
DS版では、「嘘泣き」は敵の守備力を半減させる効果に変更された。
シド・ポレンディーナ（Cid Pollendina） - 技師
声 - 永井一郎
159cm 67kg 利き腕：右 54歳
バロン王国飛空艇整備技師の長。セシルやカインを実の息子のように可愛がっており、父親を亡くした彼らにとっても父代わりの存在である。シド自身にも娘がおり、城下町に暮らしている。頑固で言葉遣いも荒っぽい生粋の職人気質だが、人情味に溢れ弟子からの信頼も厚く、テラとは衝突し合いながらもテラの死の際は非常に悲しんだ。白魔法ライブラと同等の効果を持つ「しらべる」という技を持つ。地底脱出時に敵を足止めするためにダイナマイトを持って飛び降り、死亡したと思われていたが、ドワーフたちに助けられていた。その後は飛空艇の整備などで活躍する。エンディングでは、セシルの戴冠式で彼に冠を被せる大役を任されている。
DS版では、手持ちのボムのかけらや南極の風などの属性攻撃道具を使用し、武器に属性を付ける「かいぞう」も扱える。
エッジ / エドワード・ジェラルダイン（Edge / Edward Geraldine） - 忍者
声 - 石丸博也
175cm 51kg 利き腕：両 26歳
魔法に似た力・忍術を操るエブラーナ王国の王子。エッジは愛称。物凄い自信家で、感情の起伏が激しく年齢に見合わない子供っぽい性格をしており、パーティではムードメーカーのような存在。最終パーティの最年長者でありながら、年下の仲間たちから叱られることが多い。一方でエブラーナの民からの人望は厚く、部下からも慕われている。
復讐心に駆られルビカンテに再戦を挑もうとした際に、仲間を失うことを恐れたリディアが泣きじゃくりながら自身を叱咤するのを見て動揺し、お互いに利害が一致していたことから自身の意志で一行に加わった。また、ルビカンテと戦う際には、両親を失った怒りで眠っていた力が目覚め、水遁・雷迅を習得している。
MPを消費して使う「にんじゅつ」、忍者手裏剣や武器を投擲する「なげる」、敵からアイテムを奪い取る「ぬすむ」を使用できる。両利きのため、刀や投擲武器を二刀流で使えるが、力はさほど高くない。爪も扱えるが、DS版では装備できなくなった。
プレイヤーキャラクター中では素早さが最も高く、今作から導入されたアクティブタイムバトルシステムの恩恵を最も強く受けるキャラクターでもある。
フースーヤ（Fusuya） - 月の民
声 - 銀河万丈
?cm ?kg 利き腕：右 ?歳
月の民の眠りを守る番人で、クリスタルの秘密を知る人物。セシルとゴルベーザの伯父でもある。「バブイルの巨人」の起動を阻止するために参戦する。
全ての白魔法と黒魔法を使用することができるが、MPは190から上昇しない。また、味方全員に白魔法のリジェネのような効果を与える「せいしんは」を使う。ただし、この精神波を使うとコマンド入力ができなくなる。
ストーリーの都合上、テラと同じようにGBA版ではパーティの自由編成の対象にはならない。
DS版では「せいしんは」が味方全員のMP自動回復効果に変更されており、使用後もコマンド操作は可能。

### ゴルベーザとその部下
作中における主要な敵対者たち。ストーリーの要所要所で登場しセシルたちと激突する。
ゴルベーザ（Golbeza）
声 - 鹿賀丈史
クリスタルを集めようとバロンを影で操る、黒い甲冑で全身を包んだ謎の男。30歳。バロン王の不興を買って解任されたセシルの後任として、バロンの飛空艇団「赤い翼」の隊長の座に就いた。就任後は配下のモンスターや飛空艇の機動力と火力を以って手始めにダムシアンを廃墟と化させ、後にファブールに侵攻してクリスタルを強奪する。そして拉致したローザを人質にセシルたちにクリスタルとの交換という取引を持ち掛けてトロイアのクリスタルをも奪い去る。その際の戦いでテラと一騎討ちとなり、テラの死力を振り絞った「メテオ」によって相打ちとなりつつもセシルを圧倒していく。しかし、セシルの正体をおぼろげながら感じ取ったらしく戦意を失い撤退した。その後は地底の国家ドワーフたちの居城に自ら乗り込みクリスタルを奪うべくセシルたちと交戦。彼のHPは？マークで記されている。召喚した黒竜によってセシルたちを圧倒するも、リディアの加勢により形勢を覆され撤退した。これがゴルベーザとの最後の戦闘になり、これ以降はしばらくの間ストーリーに登場しなくなる。
終盤では、次元エレベーターを起動させバブイルの巨人を起動させる。しかし、セシルたちに協力した地上・地底世界の連合軍により足止めを喰らい、その間隙を突かれてセシルたちに動力システムを破壊され機能停止。激怒して一行の前に現れるも、正体に気づいたフースーヤにより憎しみ（ゼムスの洗脳）が解かれ、クルーヤの息子、すなわちセシルの兄であることが判明する。実は同じく「月の民」であったゼムスによって洗脳されており、カインと同様にゴルベーザもまた操られていたにすぎなかった。正気を取り戻した後はフースーヤとともに決着をつけるべくゼムスと対決。セシルたちが駆けつけた直後、「Wメテオ」により勝利するが、怨念となって復活したゼロムスには及ばず、闇の力に染まった身ゆえにクリスタルを使いこなせず敗れ、弟のセシルにクリスタルを託した。
最終決戦の後にフースーヤと連れ立って父の同胞である月の民の元に赴くこととなり、その際になってやっとセシルからしっかりと兄と呼んで貰えたことを嬉しく思いながら別れを告げる。
DS版では両親に付けられた名は「セオドール」であり、セシルの出産直後に母が死んだことで生じた弟への恨みの感情に付け込まれ、ゼムスの「お前は毒虫だ」という囁きによって赤ん坊だったセシルを捨て、「ゴルベーザ」を名乗って魔の道に走ったという過去が明かされた。

ゴルベーザ四天王
ゴルベーザ直属の部下である4体のモンスター。いずれも強大な力を持ち、人語を解し高い知性を持つ。一度はセシルたちの手により倒されるもゼムスの手により復活する。弱点とHPは変わっていない。終盤では「力を合わせる」ことを学んだルビカンテに率いられ総勢で決戦を挑んでくる。
彼らのパロディキャラクターとして『半熟英雄 ああ 世界よ半熟なれ…!!』の完熟四季王がいる。
土のスカルミリョーネ（Scarmiglione of Earth）
声 - 大西小西
自称「死の水先案内人」で、アンデッド軍団を統率している。自らを「死してなお恐ろしいスカルミリョーネ」と称し、「フシュルルル」という不気味な声を発する。
四天王の一番手で、アンデッドを苦手とする暗黒騎士であるセシルの刺客に適任として、試練の山へ派遣された。手下のスカルナントを伴ってセシルたちの前に現れる。普段はフードを被った魔法使いのような姿だが、一度倒された後に巨大なゾンビの正体を現し、吊り橋の上で強襲してくる（強制的にバックアタックの状態で戦うことになる）。しかしその執念も敗れ去り、悲鳴を上げながら橋の下へと落下していった。終盤、バブイルの巨人内部にてゼムスの手により復活し、再び1番手として再戦を挑んでくるが倒される。死の間際にはゼムスの名を絶叫していた。
水のカイナッツォ（Cagnazzo of Water）
声 - 青野武
亀のような甲羅を背負う怪物。水を操ってバリアを張ったり、津波を起こしたりといった攻撃を得意とする。物語が始まる以前にバロン王を殺害してすり替わり、赤い翼を使ってクリスタルを集めさせていた。同時にベイガンも仲間に引き込んでいた模様。セシルの育ての親を殺害したばかりか、セシルにクリスタルの略奪やミストの村の虐殺などの非道な行為を強制し、リディアの母やギルバートの恋人であるアンナを死なせる原因を作った張本人。仲間であるスカルミリョーネを貶したり、死後も卑劣な罠でパロムとポロムの犠牲を強いるなど、その悪辣さは四天王の中でも際立っている。笑い声は「クカカカカ」。シドにはそれとなく正体を勘付かれていたらしく真っ先にシドを幽閉している。終盤、バブイルの巨人内部にてゼムスの手により復活し、3番手（DS版では2番手）として再戦を挑んでくるが倒される。敗北した際は「今一度!」ともう一度ゼムスにチャンスを請うも叶わず死亡した。
風のバルバリシア（Barbariccia of Wind）
声 - 甲斐田裕子
四天王の紅一点。露出度の高い衣装に身を包んだ艶かしい姿の美女で、身長の3倍はあるという髪の毛によって風を操り、竜巻のバリアを張ることができる。笑い声は「ほっほっほほほ」。必殺技は「ゆびさき」、「風のバリア」、「ミールストーム」。
物語中盤に出現する空中要塞「ゾットの塔」を統括しており、配下として魔法使いのメーガス三姉妹を率いている。ローザ救出後、最上階にてセシルたちと戦うことになる。空中戦を得意とするカインによって風のバリアを破られ敗北、死亡した。カインの実力は評価していたらしく戦闘前には「それだけの力を持ちながら」と述べているが、同時に「カインもローザも消しておくべきだったわね」と残虐な面を覗かせている。敗北した後もゾットの塔を崩壊させ一行を道連れにしようとし、哄笑を上げながら消滅した。終盤、バブイルの巨人内部にてゼムスの手により復活し、4番手（DS版では3番手）として再戦を挑んでくるが倒され、二度の敗北を味わい悔みながら消え去った。この戦闘では大幅なパワーアップを果たしており、パーティ全員のHPを強制的に1桁にする必殺技「ミールストーム」を使用する。
火のルビカンテ（Rubicante of Fire）
声 - 若本規夫

四天王の四番手にして四天王最強の男。通り名の通り炎を自在に操る能力に長け火燕流（かえんりゅう）などの攻撃を得意とする他、弱点の氷系すら防ぐ猛火のマントに身を包む。
バブイルの塔の地底部分にて、復讐に燃えるエッジを一蹴するが、後にセシル一行と合流し塔を登ってきたエッジと再戦することになる。冷気すら通じない炎のマントを身に纏っているが、セシル達との戦いの末敗北し、彼らを優れた戦士と認め果てていった。
エブラーナを滅ぼした張本人であり、エブラーナ王夫妻が悲劇的な最後を迎えた元凶とも言えるが、自身は正々堂々と戦うことを信条とする武人肌である。国王夫妻の悲劇に関してルゲイエの非道を詫びたり、戦闘の前にセシル達のHPとMPを回復したりしている。敗れた際も彼らの強さの秘密を理解すると共に賞賛して散っていき、後の『ジ・アフター』ではエッジにとっても単なる仇から越えるべき目標へとなっていた。終盤、バブイルの巨人内部にてゼムスの手により復活。他の四天王が復讐心を剥き出しにする中、再戦できることを喜んでおり、セシルたちの戦いぶりから「力を合わせる」ことを学び、四天王全員を率いて2番手（DS版ではラスト4番手）として再戦を挑む。最期は「我々の完敗だ」と潔く敗北を認め、倒れた。
ルゲイエ
ルビカンテ配下のマッドサイエンティスト。エッジの両親を魔物に改造した張本人。普段は狂気のあまりコミカルにすら見える言動が目立ち、「バルナバ」というフランケンシュタインの怪物のようなロボットを連れて、息子と呼んで寵愛している。また、自身の体も改造しており、本気を出すと骸骨のような外見のサイボーグとなる。
変身前の姿はゲーム中では「はかせ」でスーパーファミコン版攻略本や海外版では「ルゲイエ」、変身後はゲーム中では「ルゲイエ」でスーパーファミコン版攻略本や海外版ゲームでは「ルゲイエボーグ」という名称が使われている。
DS版では攻撃と回復の効果が全く逆になる「リバースガス」や、カウンターでの睡眠攻撃などを使用する。
バルナバ
ルゲイエに生み出されたロボット。「ウガー!」としか喋れない。ルゲイエからは息子と呼ばれ可愛がられている。戦闘では、最初なぜかルゲイエを攻撃する。バルナバを倒すとルゲイエが乗り込む形で「合体メカ」になるが、2回行動すると自爆ボタンを押してしまい自爆する。また、先にルゲイエが斃されると燃料切れになって結局自爆してしまう。GBA版で追加されたモンスター図鑑を埋める場合はバルナバを先に倒さないと「合体メカ」が登録されない。
ベイガン（Baigan）
バロン王国の近衛兵長。常にバロン王の側に仕え、誰にでも敬語で接する落ち着いた物腰の人物。以前は優秀な軍人でセシルも信頼していたが、偽バロン王の悪事に加担し、バロン王にセシルの抱く不信感を密告してセシルの地位と権限を剥奪させた。後にバロン城に戻ったセシルに協力する振りをして近づいたが、既にモンスターと化していることをパロムとポロムに見破られ、蛇の両腕を持つ蜥蜴人間のような正体を露わにして襲い掛かるも敗れ、死亡した。
小説版では、セシルやカインらの名声のせいで近衛兵長としての立場がないことから嫉妬心を抱き、そこにつけこまれてモンスターに変えられたとされている。
DS版では、兜をかぶっているため目元が見えず、素顔がわからないようになっている。
メーガス三姉妹（The Three Magus Sisters）
バルバリシアの部下である魔法使いの三姉妹。魔法反射を利用した連携攻撃「デルタアタック」を得意とする。ローザ救出に「ゾットの塔」に誘い込まれたセシルたちの前に現れ、クリスタルを奪うべく襲い掛かってくるも敗北、死亡した。モデルは特におらず、各自の名前の由来は夢野久作の小説『ドグラ・マグラ』からであり、深い意味はない。
後に『FFX』に登場する同名の召喚獣のモデルとなり、『ファイナルファンタジータクティクス』にもナーガス三姉妹という三人と同名のラミア系モンスターが登場する。
マグ（Mag）
太めの長女。性格はノンビリしている。鉈を持ち、三姉妹では突出した体力を持ち、直接攻撃を得意とする。デルタアタックで魔法の反射役を務める他、倒れた妹たちにリレイズをかけて復活させる。
ドグ（Dog）
長身で細身な次女。年齢24歳。3人の中でいつも姉と妹の面倒を見ている。長槍を持ち、デルタアタックでリフレクを唱える他、コンフュ、バーサクなどの間接攻撃魔法を得意とする。
ラグ（Rag）
小柄な三女。年齢15歳。短刀を持ち、攻撃魔法を得意としている。基本的にマグに攻撃魔法を使うが、ドグを沈黙状態にしてマグがリフレク状態になっていなくてもマグに攻撃魔法を使う。マグが倒されると魔法のパワーは弱まってしまう。
カルコブリーナ（Calcobrena）
ゴルベーザが「闇のクリスタル」の隠し場所を探るための密偵として差し向けた人形型のモンスター。本来はドワーフ王ジオットの娘ルカが所有する人形だったが、ゴルベーザに邪悪な魂を吹き込まれてモンスターと化してしまった。登場時は6体の小さな人形「カルコ」と「ブリーナ」それぞれ3体ずつだが、合体して巨大人形「カルコブリーナ」になることもできる（させないで倒すことも可能）。これが倒された後は、そのままゴルベーザとの決戦となる。
続編『ジ・アフター』では、ルカの手によって自律式のロボット人形に改造されて仲間キャラクターとなり、PSP版『IV』では、そちらに近いデザインへと手直しが加えられた。

### 地上
バロン王（King of Baron）
祖先はバロンの紛争を収めたという名のある血筋で、自身も名高いナイトだった。バロン王になった後は国力を増強すると共にセシルを含む孤児の保護なども行うなど名君、仁君として知られていたが、あるときから非道な手段でクリスタルを集めて世界の覇権を狙う暴君と化し、セシルから不信感を抱かれるようになる。実は物語開始時点で水のカイナッツォに殺害されて成り代わられていた。死後、その魂は城内地下に幽閉されていたが、幻獣「オーディン」として生まれ変わり、セシルたちの力になる。カイナッツォによれば国を守るために果敢に立ち向かってきたとのこと。
オーディンとの戦闘では、制限時間内に倒さなければ「ざんてつけん」によって強制的にゲームオーバーとなってしまう。弱点は雷系の魔法で、「ざんてつけん」発動直前に剣を振り上げて待機している時を狙ってサンダー系統の魔法を使えば一撃で倒れる。
アンナ（Anna）
声 - 秋野ひとみ
ギルバートの恋人で、テラの一人娘。テラがギルバートとの仲に反対したためにダムシアンへと駆け落ちした。テラにギルバートとの婚約を許してもらおうとカイポに戻ろうとしていたが、ゴルベーザ率いるバロンの赤い翼の襲撃に巻き込まれ、ギルバートをかばって弓に撃たれる。その後、駆け付けたテラとギルバートに自分の思いを伝えて息を引き取った。ギルバートがモンスターに襲われた際は魂となってギルバートの前に現れ、勇気を奮うように鼓舞した後、天へと昇っていった。
ミシディアの長老
声 - 槐柳二
魔道士たちの国ミシディアを統べる長老。ミンウという名前だが、本編で明かされない。仲間の命やクリスタルを奪ったセシルに憤りながらもセシルの内にある輝きを見い出し、セシルに試練の山へ行くことを勧め、その際に監視役としてパロムとポロムを連れて行かせた。セシルがパラディンとなって戻ってきた後はセシルを認めて良き理解者となり、デビルロードの封印を解くことによってセシルを本来の目的地であるバロンへと送り、バブイルの巨人阻止、セシルたちの打倒ゼロムスのための応援祈祷などで活躍する。テラとは旧知の間柄。
続編『ジ・アフター 月の帰還』ではかつてテラと共に修行のために世界を巡ったことが明らかになる。旅の後は魔法を守るためにミシディアに戻ったという設定で、続編では戦闘で操作できるシーンもあるが、魔法コマンドは白魔法のみとなっている。
コリオ（Corio）
アガルトの村に住む天文学者。巨大な天文台にこもって月の観測をしている。ストーリーには絡まないが、本作の世界に2つの月が存在することをプレイヤーに示唆する役回りとなっている。
エブラーナ王、エブラーナ王妃
エッジの両親。エブラーナ陥落後に消息を絶っていたが敵に捕まり、ルゲイエによって魔物の姿に変えられた。バブイルの塔にてエッジたちに襲い掛かるが、戦闘の最中に正気を取り戻し、エッジに未来を託してエッジの目の前で自ら命を絶った。
ネミングウェイ一族（Nammingway Family）
世界各地に住む月に住む、二つ耳の不思議な種族（DS版ではウサギに似た容姿）。あだ名をつけることが大好きで、話しかけると好きな名前に変更できる。

### 地底・幻獣界
ククロ（Kukuro）
地底に住む世界一の工匠。当初はやる気を無くして塞ぎ込んでいたがアダマンタイト鉱石を持って行くとやる気を取り戻し、アダマンタイト鉱石を使って古びた聖剣エクスカリバーを鍛え直す。
ジオット王（King Giotto）
声 - 青野武
ドワーフの王。あまり物事を深く考えない、逆に言うと細かいことを気にしない気前のいい性格。セシルたちに協力的であり、戦車部隊を指揮してゴルベーザの飛空艇団と戦う。終盤では起動したバブイルの巨人に対し、地上の各国と協力し戦車部隊を率いて足止めを担った。
ルカ（Luca）
声 - 折笠奈緒美
ジオット王の娘で地底国の王女。カルコとブリーナの持ち主であり、大切な人形を悪に利用されたことに憤る。
続編『ジ・アフター』では飛空艇に憧れ始め、後にシドに師事することとなる。その他、愛する人形たちを修理して自律可能なロボットに改造し、共に戦う。
リヴァイアサン（Leviathan）
幻界と地上の海を治める幻獣王。普段は老人の姿をしているが、正体は巨大な海竜である。セシルたちが乗るバロン行きの船を沈めて、幼いリディアを幻界へ連れて行った。後にリディアがセシルと共に幻界へ戻ってきた際、助力を乞う一行に対し、幻界の掟に従って力試しをすべく正体を表して立ちはだかる。最強の幻獣バハムートの協力を得るには、まずリヴァイアサンに勝たないといけない。ただし、先に妻のアスラに認められないと老人の振りをしてトボけてしまう。
ゲーム中では船を襲撃した明確な動機が不明であったが、後年の小説版では「オーディンとなったバロン王の頼みで、バロン軍からセシルたちを遠ざけようとしたのだが、召喚士の力添えなしで人間界に出たため力を制御できず暴走してしまった」という旨の補足説明がされている。
アスラ
慈愛、怒り、笑いの三つの顔を持つ女性の幻獣。リヴァイアサンの妻で幻獣王妃。幻界を訪れ、助力を乞うリディアたちの力を試すべく立ちはだかる。リヴァイアサンに挑むにはまずアスラに打ち勝ち、認められなくてはならない。

### 月
ゼムス（Zemus）
声 - 堀川りょう
本作の黒幕。月の民であり、皆が青き星の発展を見守ることに同意する中で、青き星を征服しての移住を目論んだために月の地下へ封印された。しかし、封印中も悔い改めることなく精神力を増幅させ、月の民の血を介してゴルベーザを操った。青き星の8つのクリスタルを集めさせ、それらの力でバブイルの塔の次元エレベーターを作動。月にある破壊兵器バブイルの巨人を転送して青き星を焼き払おうとするも、セシルたちに阻止される。その後、月の中心核において正気に戻ったゴルベーザとフースーヤにWメテオを放たれ、死亡する。
ゼロムス（Zeromus）
本作の最終ボス。ゴルベーザとフースーヤのWメテオで死亡したゼムスの憎悪の念が死してなお膨れ上がり、完全暗黒物質ゼロムスへと変貌して蘇った姿。この世の全てのものに対する憎しみによって、かつて欲した青き星を含めた全てを滅ぼそうと暴走する。
ゼロムスとなってからは、ゴルベーザとフースーヤが放ったメテオを吸収して瞬く間にセシルたちを打ち倒すが、青き星の仲間たちの祈りによって力を取り戻したセシルたちと再戦。ゴルベーザからセシルに託された光のクリスタルによって醜い正体を現し「ビッグバーン」や「ワール」などの苛烈な攻撃を繰り出すようになるが、最期はセシルたちとの死闘に敗れ、「生あるものに邪悪な心がある限り、我は滅びぬ」と言い残し絶叫と共に消滅した。
ゼロムスからは、「完全暗黒物質」の名の通り「ダークマター」を盗むことができる。
日本国内で発売された『FFIVイージータイプ』、および日本国外版とでは、グラフィックが異なる。
クルーヤ（Kluya）
声 - 銀河万丈
月の民で、フースーヤの弟。青き星に興味を抱いてひとり地上へ降り立ち、様々な技術をもたらした。セシルが試練の山に訪れた際には魂の状態で現れ、最後の試練としてセシルの忌まわしき過去の姿を「暗黒騎士」として顕在化させ、超克を経てパラディンへと生まれ変わるきっかけを作った。実はセシルとゴルベーザの実父であった。
DS版では彼が青き星に降り立って以降の詳細が語られており、彼が数十年前に青き星にもたらした技術が飛空艇の技術の基となり、その数百年後に地上の人間であるセシリアと結ばれる。しかし、ゴルベーザが生まれてから数年後に魔法を指導していた者たちの反抗に合い、自らこの星に魔法をもたらした責任から抵抗することなく手傷を負わされ、命を落とした。
セシリア（Cecilia）
DS版で登場するクルーヤの妻で、ゴルベーザとセシルの母親。身重の身で夫を失った後、身ごもった赤ん坊を生もうと決心して無事出産を果たすものの、心労と出産の苦労が祟り、出産直後に命を落とした。
回想シーンにおいてバロン王と過去に面識があったらしいことが判明している
バハムート（Bahamut）
全ての幻獣を治めるドラゴンの姿をした幻獣神。お供と共に月に住んでおり、闘いに勝てば力を貸す。しかしリヴァイアサンに勝たなければ戦うことはできない。
ハミングウェイ一族（Hummingway Family）
月に住む種族二つ耳の不思議な種族（DS版ではウサギ）。話しかけるとハミングで答えてくれる。地上のネミングウェイ一族はクルーヤと共に青き星へ渡ったハミングウェイ一族の子孫である。

### その他のボス
オクトマンモス
カイポ北の地下水脈のボス。カイポの住民には「八頭の水蛇」と噂されているがタコの怪物。脚の数により、攻撃頻度が変わるという特性を持っている。
アントリオン
ダムシアン砂漠の洞窟に棲む巨大なアリジゴク。産卵時に分泌する物質は「砂漠の光」と呼ばれ、高熱病の治療薬となる。本来は大人しい生物だが凶暴化しており、ローザの熱病を治すために「砂漠の光」の採取に来たセシルたちに襲いかかった。
マザーボム
ホブス山のボス。最初はボムのような姿をしているが、被ダメージが1000を超えると巨大化し、カウントダウンが終わると大爆発で全体に大ダメージを与えた後、ボム3体とペイニーボム3体に分離する。
ダークエルフ、ダークドラゴン
磁力の洞窟に潜むボスで、トロイアの土のクリスタルを持ち去って逃げ込んでいる。1回目での戦闘では圧倒的な強さでセシルたちを全滅させるがイベントを経て弱体化し、磁力によって封じられていた弱点の金属製の武器で太刀打ちできるようになる。ある程度ダメージを受けるとダークドラゴンに変化する。
デモンズウォール
封印の洞窟に刻まれた悪魔の顔が浮かび上がった壁。クリスタルを取って部屋の外に出るとそれに反応して緊張感を煽り立てる曲をバックに押し潰そうと迫って来る。敵グラフィックそのものが徐々にパーティメンバーの方へ押し迫り、石化睨みでパーティを石化させ、至近距離に接近すると問答無用の即死技であるクラッシュダウンを使用してくる。
制御システム、迎撃システム、防衛システム
バブイルの巨人の体内のボス。制御システムはリフレクをかけた以外は何もしてこないが、迎撃・防衛の両システムを倒すと、制御システムが即死攻撃の物体199で味方2人を戦闘不能にし、そのあと両システムを再生する。迎撃システムは全員に最大HP10%分のダメージを与える透過レーザーを放って攻撃し、防衛システムはひたすら制御システムを回復させる。
はくりゅう（白竜）
月の地下渓谷に潜んでいる竜のモンスター。スロウや瀕死状態のミールストームのほか、魔法攻撃でダメージを受けた後にカウンターで地震、火燕流、吹雪、稲妻で反撃してくる。倒すと、エッジ専用の最強の刀であるムラサメを入手できる。
プレイグ
月の地下渓谷に潜む翼を持った一つ目のモンスター。カイン専用の最強の槍であるホーリーランスを守る。戦闘が始まるといきなり全員に死の宣告を仕掛けてくる。
ルナザウルス
月の地下渓谷に潜む恐竜の骸骨のモンスター。最強の防具のリボンを守る。必ず2体で行動し、リフレクをかけた後にバイオで攻撃してくる。ほか、炎や臭い息も使う。
タイダリアサン
月の地下渓谷に潜むモンスター。エッジ専用の最強の刀であるマサムネを守る。大津波や反撃用のブレイズで全員に大ダメージを与えてくるほか、サンダー系で攻撃した後にすかさずワールで反撃する。
ダークバハムート
月の地下渓谷に潜むモンスター。セシル最強の武器でもあるラグナロクを守る。バハムート同様、メガフレアで全員に大ダメージを与えてくる。

## 他機種版
1997年3月21日および1999年3月11日にはPlayStation（PS）版が発売されている（1997年に発売されたのはコンビニエンスストア向けの単品、1999年に発売されたのは『FFV』および『FFVI』を含めた一般ルート向けの『ファイナルファンタジーコレクション』）。
2002年3月28日には「スクウェア マスターピース」シリーズの1つとしてワンダースワンカラー（WSC）版が発売。
2005年12月15日にはゲームボーイアドバンス（GBA）版『ファイナルファンタジーIV アドバンス』（FINAL FANTASY IV ADVANCE）が発売されている（ゲームボーイミクロ本体とソフトとの同梱版『ファイナルファンタジーIV アドバンス+天野喜孝デザインGBミクロFFモデル同梱セット』も発売）。
2007年12月20日には3DでフルリメイクされたニンテンドーDS版が発売。
2009年8月4日からWiiのバーチャルコンソールでSFC版が配信されている。
2009年10月5日よりiアプリ（NTTドコモ）版の配信が始まり、同年12月10日にはEZアプリ（au）版が配信され、2010年1月13日にはS!アプリ（ソフトバンクモバイル）版が配信されている。
2011年3月24日には『ファイナルファンタジーIV コンプリートコレクション』（FINAL FANTASY IV Complete Collection FINAL FANTASY IV & THE AFTER YEARS）として、PlayStation Portable（PSP）にて発売。また、ソフト・ガイドブック・楽曲CDなどとの同梱版『ファイナルファンタジーIV コンプリートコレクション アルティメット パック (Ultimate Pack)』もネット限定で発売。PSP版は本編と続編『月の帰還』に加え、2つの話を繋ぐシナリオ「ファイナルファンタジーIV - インタールード - (FINAL FANTASY IV - Interlude -)」も挿入されている。
2012年6月27日にはPlayStation 3（PS3）とPSPにてPS版がゲームアーカイブス版として配信開始された。
2012年12月18日にネット限定販売で、FFIからFFXIIIまでのナンバリングソフト（FFI・FFII・FFIV〜FFIXはPS、FFIIIはPSP、FFX〜FFXIIはPS2、FFXIIIはPS3）、およびFF25周年記念CDやレプリカなどの限定アイテムをセットにした特別パッケージ『ファイナルファンタジー 25th アニバーサリー アルティメットボックス』（FINAL FANTASY 25th ANNIVERSARY ULTIMATE BOX）が発売された。
2012年12月20日にはDS版を移植したiOS版が配信開始され、2013年6月3日にはAndroid版の配信も開始された。
2014年2月19日からはWii UのバーチャルコンソールでSFC版が、2016年4月13日からはGBA版が配信。
2017年8月23日からはNewニンテンドー3DSのバーチャルコンソールでSFC版が配信された。

### 一覧
| No. | タイトル                                          | 発売日                                                  | 対応機種                                                 | 開発元                         | 発売元                               | メディア                                        | 型式                                   | 備考 | Ref.                               |
| --- | ------------------------------------------------- | ------------------------------------------------------- | -------------------------------------------------------- | ------------------------------ | ------------------------------------ | ----------------------------------------------- | -------------------------------------- | --- | ---------------------------------- |
| 1   | ファイナルファンタジーIV                          | 1997年3月21日 2001年6月29日 2002年2月27日               | PlayStation                                              | トーセ                         | スクウェア                           | CD-ROM                                          | SLPM-86028                             | |                                    |
| 2   | ファイナルファンタジーIV                          | 2002年3月28日                                           | ワンダースワンカラー                                     | スティング                     | スクウェア                           | 32メガビットロムカセット                        | SWJ-SQRC09                             | | [ 13 ] [ 14 ]                      |
| 3   | ファイナルファンタジーIVアドバンス                | 2005年12月12日 2005年12月15日 2006年6月2日              | ゲームボーイアドバンス                                   | トーセ                         | 任天堂 スクウェア・エニックス 任天堂 | 64メガビットロムカセット                        | AGB-BZ4E-USA AGB-BZ4J-JPN AGB-BZ4P-EUR | 売上本数：21万9391本                                                                                                   | [ 16 ] [ 17 ] [ 18 ]               |
| 4   | ファイナルファンタジーIV                          | 2007年12月20日 2008年7月22日 2008年9月5日               | ニンテンドーDS                                           | マトリックス                   | スクウェア・エニックス               | 1ギガビットDSカード                             | NTR-YF4J-JPN NTR-YF4E-USA NTR-YF4P-EUR | 3Dリメイク | [ 19 ] [ 20 ]                      |
| 5   | ファイナルファンタジーIV                          | 2009年8月4日 2010年3月8日                               | Wii                                                      | スクウェア・エニックス         | スクウェア・エニックス               | ダウンロード （バーチャルコンソール）           | -                                      | スーパーファミコン版の移植                                                                                             | [ 21 ] [ 22 ] [ 23 ]               |
| 6   | ファイナルファンタジーIV                          | 2009年10月5日                                           | FOMA903iシリーズ以降 （iアプリ）                         | スクウェア・エニックス         | スクウェア・エニックス               | ダウンロード （ファイナルファンタジーモバイル） | -                                      | ゲームボーイアドバンス版の移植                                                                                         | [ 24 ] [ 25 ] [ 26 ] [ 27 ]        |
| 7   | ファイナルファンタジーIV                          | 2009年12月10日                                          | BREW対応機種 （EZアプリ）                                | スクウェア・エニックス         | スクウェア・エニックス               | ダウンロード                                    | -                                      | | [ 28 ]                             |
| 8   | ファイナルファンタジーIV                          | 2010年1月13日                                           | Yahoo!ケータイ （S!アプリ）                              | スクウェア・エニックス         | スクウェア・エニックス               | ダウンロード                                    | -                                      | | [ 29 ]                             |
| 9   | ファイナルファンタジーIV                          | 2010年3月4日                                            | ニンテンドーDS                                           | マトリックス                   | スクウェア・エニックス               | 1ギガビットDSカード                             | NTR-P-YF4J                             | 廉価版 | [ 30 ] [ 31 ] [ 32 ] [ 33 ]        |
| 10  | ファイナルファンタジーIV コンプリートコレクション | 2011年3月24日 2011年4月19日 2011年4月21日 2011年4月28日 | PlayStation Portable                                     | バレット                       | スクウェア・エニックス               | ユニバーサル・メディア・ディスク                | ULJM-06122 ULES-01521                  | 売上本数：19万8630本                                                                                                   | [ 35 ] [ 36 ] [ 37 ]               |
| 11  | ファイナルファンタジーIV                          | 2012年6月27日                                           | PlayStation 3 PlayStation Portable (PlayStation Network) | トーセ                         | スクウェア・エニックス               | ダウンロード （ゲームアーカイブス）             | -                                      | PlayStation版の移植 | [ 38 ] [ 39 ] [ 40 ] [ 41 ]        |
| 12  | ファイナルファンタジーIV                          | INT 2012年12月20日                                      | iPhone、iPad (iOS)                                       | マトリックス                   | スクウェア・エニックス               | ダウンロード                                    | -                                      | ニンテンドーDS版の移植                                                                                                 | [ 42 ] [ 43 ] [ 44 ] [ 45 ] [ 46 ] |
| 13  | ファイナルファンタジーIV                          | INT 2013年6月3日                                        | Android                                                  | マトリックス                   | スクウェア・エニックス               | ダウンロード                                    | -                                      | | [ 47 ] [ 48 ] [ 49 ] [ 50 ]        |
| 14  | ファイナルファンタジーIV                          | 2014年2月19日                                           | Wii U                                                    | スクウェア・エニックス         | スクウェア・エニックス               | ダウンロード （バーチャルコンソール）           | -                                      | スーパーファミコン版の移植                                                                                             | [ 51 ]                             |
| 15  | ファイナルファンタジーIVアドバンス                | 2016年4月13日                                           | Wii U                                                    | トーセ                         | スクウェア・エニックス               | ダウンロード （バーチャルコンソール）           | -                                      | ゲームボーイアドバンス版の移植                                                                                         | [ 52 ]                             |
| 16  | ファイナルファンタジーIV                          | 2017年8月23日                                           | Newニンテンドー3DS                                       | スクウェア・エニックス         | スクウェア・エニックス               | ダウンロード （バーチャルコンソール）           | -                                      | スーパーファミコン版の移植                                                                                             | [ 53 ]                             |
| 17  | ファイナルファンタジーIV                          | 2021年9月9日                                            | Steam, iOS, Android, Amazon                              | スクウェア・エニックス、トーセ | スクウェア・エニックス               | ダウンロード                                    | -                                      | オリジナル版をベースとした2Dリマスター版 「ファイナルファンタジー ピクセルリマスター」（FINAL FANTASY PIXEL REMASTER） | [ 54 ] [ 55 ]                      |

### PlayStation版
1997年3月21日に発売されたPlayStation版では、ハードの変化に合わせた追加点がある。
上記の製品展開にある、PlayStation版（以下PS版）および『ファイナルファンタジーコレクション』のDISC1は、内容はスーパーファミコン版オリジナル（以下SFC版）を移植したものであり、SFC版とほとんど違いはない。
CGムービーの追加
オープニングやエンディングにCGによるムービーが追加された。
メモファイル機能の追加
データの読み書きの時間短縮のために、一時的にPlayStationの内部にセーブできる「メモファイル機能」が追加された。
ダッシュの追加
×ボタンを押しながら移動することで、ダンジョンや町を通常の2倍の速さで移動できる「ダッシュ」が追加された。
一部メッセージの変更
バロンの町にあるトレーニングルームでのメッセージや、メニュー内のコンフィグ画面などにおいて、コントローラーのボタン名称がPlayStationに合わせたものになっている。
なおオリジナル版に存在するアイテム増殖技などの多数の裏技・バグなどは、PlayStation版でも修正されていない。
PlayStation版ではCD-ROMの読み込み時にBGMにズレが生じる。また、セーブデータが「2ブロックで4ファイル」という仕様となっているが、これは移植作品の中でも本作のみの仕様で、後の作品では1ファイル当たり1ブロックという形でメモリーカードの空きが許す限りセーブ可能となっている。

### ワンダースワンカラー版
2002年3月28日に、「スクウェア・マスターピース」シリーズの第4弾として発売された。グラフィックのリニューアル、音源の違いに伴う音楽のアレンジ、ダッシュの追加といった変更がなされている。後述するゲームボーイアドバンス版と共通するバグが一部ある。ハードウェアに拡大縮小、頂点演算などの機能は無く、移植は困難とされていたが、飛空艇の航行画面の描画には縦方向のラスタスクロールにより、ソフトウェア的に背景の拡大処理を行い、浮遊する表現を実現している。

### ゲームボーイアドバンス版
2005年12月15日には、「Finest FANTASY For ADVANCE」と銘打たれた「FINAL FANTASY 携帯機完全移植計画」の第一弾として、ゲームボーイアドバンス版が発売された。移植および開発はトーセが担当。キャッチコピーは「純度が、研ぎ澄まされていく。」。天野喜孝デザインのオリジナルフェイスプレート付きゲームボーイミクロを同梱した限定版も発売された。2016年4月13日よりWii Uバーチャルコンソールにて配信開始。
グラフィックはワンダースワンカラー版がベース。メニュー画面などで表示される顔グラフィックは天野喜孝の原画に近い雰囲気に描き直された。移植にあたって新たなイベント、ボスキャラクター、武器が追加されている。追加された武器の多くはオリジナル版の最強装備を上回る強力な武具である。ほかに以下の変更点・追加点がある。
メッセージウィンドウ
テキストには漢字が使用されるようになった。漢字の使用・不使用はコンフィグによって任意に設定できる。また、メインキャラクターのセリフには顔グラフィックが表示される。
ダンジョン
「試練の洞窟」「月の遺跡」2つのダンジョンが新たに追加された。試練の洞窟では、今回新しく最終ダンジョンに挑むメンバー候補となったキャラクターが、最終ダンジョンで通用する戦力になるための装備品が手に入る。月の遺跡は、一部を除いてランダムにフロアが変化するダンジョンであり、最深部に登場する隠しボスはイージータイプの最終ボスのデザインが使用されている。
パーティーメンバーの変更
オリジナル版とは異なり、本作では最終ダンジョンに挑むパーティーメンバーを任意に変更することが可能。テラとフースーヤを除く今までに仲間にしたキャラクター全員の中から選択できる。このためオリジナル版で最終メンバーにならないキャラクターを中心に、レベルアップに伴うステータス成長の具合が変更されている。
戦闘
背景グラフィックがリニューアルされ、オリジナル版には無かったアクティブタイムバトル用のウェイトゲージが追加されている（ただし、ウェイトゲージをオフにすることはできない）。
一部のアイテムを装備することによってプレイヤーキャラクターのコマンドが変化する。
- カイン - 「ジャンプ」が、ダメージがさらに倍の「Wジャンプ」に変化。
- ローザ - 「祈り」が、白魔法ケアルダとほぼ同じで稀にエスナがかかる「奇跡」に変化。
- ギルバート - 「歌う」が、味方全体にプロテスとシェルをかける「熱唱」に変化。
- ヤン - 「ためる」が、力をためて通常の3倍の威力を出す「必殺」に変化。
- パロム・ポロム - 「2人がけ」で「Wメテオ」を使えるようになる。
- エッジ - 「盗む」が、盗む+ダメージを与える「ぶんどる」に変化。

フースーヤの「精神波」は、効果が及んでいる間もコマンド入力可能になった。
この移植版にはバグが多く確認され、一部にセーブデータを破壊しかねないものも存在する。例えば、パーティメンバーが4人の状態でアイテムを使用した後にメンバーを空欄に移動し、そのままメニュー画面を閉じずにアイテム画面を開くと画面が砂嵐状態になってフリーズ、セーブデータが消失するケースがある、というものである。
上記のものを含む多くのバグを修正したバージョン1.1（初期に生産されたものが1.0）が出荷・販売されている。未修正版と修正版はパッケージなどは全く同じで見分けが付かず、唯一見分ける方法はカートリッジ表面に刻印された「E3（未修正版）」「E4（修正版）」の記号のみである。

### ニンテンドーDS版
2007年12月20日、ニンテンドーDS用ソフトとして、スクウェア・エニックスより発売された。リメイクには、本作のオリジナルスタッフである時田貴司と共に、ニンテンドーDS版『ファイナルファンタジーIII』のスタッフである浅野智也らも参加しており、DS版『FFIII』同様の3Dによるグラフィックエンジンを用いて、フルモデルチェンジによる大幅なリメイクがなされている。タイトルロゴに描かれるキャラクターは、カインからゴルベーザに変更された。
基本的なシステム・ストーリーはオリジナル版と同じだが、世界を根本から再構築し、新エピソードが追加されている。タッチペンを使ったミニゲームなどのDSならではの要素も追加されている。イベントシーンは金田伊功が絵コンテを担当し、一部のイベントはボイス付きで演出されている。また、イベントシーンなどで一部の台詞が変更された。配役は時田貴司がオリジナル版のシナリオを書いた時に、イメージしていた声優が多く含まれている。
GBA版の追加要素（パーティチェンジや追加ダンジョン）は廃止されている。また、GBA版でもいくつかのバグが公式に告知されたが、DS版にもゲーム進行に支障を来すバグがある。2010年3月4日よりアルティメットヒッツ版（廉価版）が発売された。
- ダンジョンマップを各フロアごとに完成させるとアイテムが手に入る。
- ゲームボーイアドバンス版（以下GBA版）の最終メンバー変更と、隠しダンジョンの追加はなくなった（GBA版には無いボスの追加はあり）。

#### 追加されたゲームシステム
デカントアビリティシステム
大きくパーティが変動するという特徴はそのまま、本作ではパーティから抜けたキャラクターのアビリティや物語中に手に入れたアビリティをパーティメンバーが使用できるようになっている。
アクティブタイムバトル
命中率や敵のHP、弱点などをいつでも下画面で確認できるようになっている。召喚獣を使った際にはムービーが挿入されるが、カット可能。
敵の行動パターンがオリジナル版から一新され、オリジナル版にはなかった攻撃を行う。また全体的にザコ・ボス問わず敵の能力が強化されている。
オートモード
あらかじめ登録しておいた行動を戦闘時に実行させることができる。
ポーチカ
リディアの召喚獣として手に入る真っ白な体のキャラクター。あらゆる幻獣の素体という設定。召喚獣として召喚した場合、通常の召喚獣とは違い、全体攻撃を与えるのではなく、リディアの代わりとして戦闘に参加する。
ポーチカはゲーム上でタッチペンを使って顔を描くことができる機能がついており、一時は公式ファンサイト上でフェイスペイントの募集が行われた。
戦闘キャラクターとしてはパーティキャラクターの持つデカントアビリティを自由に設定が可能という特徴を持ち、プレイヤーによるカスタマイズが行える。また、ポーチカを使ったミニゲームをプレイすることによってポーチカの戦闘能力が成長していく。
ネミングウェイ
今作ではキャラクターの名前の変更は不可能であり、ネミングウェイには新たなイベントが追加されている。また、システム上アイテムを全て所持できるようになったため、同様に役割を失ったデブチョコボは、このネミングウェイイベントの一部となって登場している。
強くてニューゲーム
ゲームクリア後、デカントアビリティと一部のアイテムを引き継いで2周目がプレイできるようになった。ただし引き継いでプレイできるのは3周までで、4周目は引き継ぎなしでプレイすることになる。2周目以降でしか戦えないボスも2体追加された。

### バーチャルコンソール版
SFC版とGBA版を配信。SFC版は点滅関係の演出への修正がある。

### 携帯電話アプリ版
ゲームボーイアドバンス版の内容をベースに、一部独自要素が追加されている。
敵の攻撃力の増加
全体的に敵の攻撃力が高めになっている。ただし、DS版ほど難易度は高くない。
中断機能の追加
マップ（ワールドマップ・ダンジョン内問わず）を移動できる状態ならば、いつでもゲームの中断が可能である。その際はタイトル画面から「再開」を選ぶとゲームを再開できる。ただし、中断データは一度再開したり、「ニューゲーム」「ロードゲーム」でゲームを始めると消えてしまう。
隠しダンジョン「月の遺跡」
ただし、GBA版とは内容が異なる。
ネミングウェイ
今作でもDS版と同様、キャラクターの名前は変更できないため、別の役割に変わっている。
デブチョコボ
デブチョコボは、ギサールの野菜を与えることでアイテムがもらえる仕様。

### PlayStation Portable版
2011年3月24日、『ファイナルファンタジーIV コンプリートコレクション』として発売された。『ファイナルファンタジーIV』本編、『ファイナルファンタジーIV THE AFTER 月の帰還』を同時収録した上で、さらに両作品をつなぐ新シナリオを追加している。グラフィックは2Dだが、PSPの性能に合わせ大幅に描き直されている。ゲームボーイアドバンス版をベースとしており、シナリオ終盤でのパーティ入れ替えや新ダンジョンの試練の洞窟ならびに月の遺跡、そしてモンスター図鑑や音楽鑑賞モードなど、GBA版の新要素はすべて収録されている。さらにニンテンドーDS版のムービーがシナリオ中に挿入されるほか、BGMをオリジナル版とDS版で切り替えることができるなど、DS版の要素も取り入れられている。それらに加えPSP版の新要素として、ギャラリーモードが搭載された。

### スマートフォン版
2012年12月20日にiOS版が、2013年6月3日にAndroid版が配信開始された。DS版を元に移植されているが、iOS・Android端末に会わせる形で3Dグラフィックをリニューアルしたほか、イベントも変更されている。難易度も遊びやすく調整されており、ユーザーインターフェースもタッチ操作に最適化されている。iOS版はGame Centerにも対応したほか、ユニバーサルアプリとなっており、iPadの画面サイズにも対応している。ピクセルリマスター版との混同を避けるため、2021年6月1日のアップデートでタイトルを『FINAL FANTASY IV (3D REMAKE)』に変更。

### ゲームアーカイブス版
PS版に準拠した内容。

### 日本国外向け版
Final Fantasy II
1991年11月1日、北米にて発売。対応機種はSNES（アメリカ版スーパーファミコン）。日本の『FFII』および『FFIII』は当時英語化されなかったため、タイトルナンバーは「II」である。このバージョンは日本のイージータイプとほぼ同等だが、以下のような更なる変更点がある（なお、厳密にはイージータイプとも同一ではない）。
- コンフィグ（Custom）画面 - バトルモードの選択が削除されて日本版のウェイトモード相当のみ、またコントローラーの設定も削除されボタン設定不可、戦闘中でも完全1人プレイとなった。
- コマンドの削除 - 基本的にはイージータイプのそれに準拠するが、加えて暗黒騎士セシルのHPを犠牲にして敵全体を攻撃する「あんこく」が削除されている。
- 人物名およびスペリングの変更 - ギルバートの名が "Edward"、テラ（日本版の公式スペリングは "Tella"）が "Tellah" となっている。これは移植版などの他の日本国外向けバージョンでも継承している。フースーヤのスペリングにはバージョンによる差異があり、SNES版および『Final Fantasy Chronicles』では "FoSoYa"、国外のGBA版では "FuSoYa" となっている。
- 召喚魔法の表示テキストの変更 - 日本版では召喚魔法発動時にそれぞれの技の名が表示される（チョコボならば「チョコボキック」など）が、SNES版では召喚魔法の名がそのまま表示される。
- 日本と他国の表現ガイドラインの違いによる変更 - 宗教的な物の排除により、白魔法「ホーリー」の表記がSNES版では "White" となっている。また、SNES版では「ほうちょう」が "Spoon" となっている。

このSNES版は2010年3月8日に北米のバーチャルコンソールでも配信が開始され、同年6月11日には欧州でも配信された。タイトルは『FFII』のままになっている。
Final Fantasy Chronicles
2001年6月29日、北米およびカナダで発売。対応機種はPlayStation、カップリングされた作品は『クロノ・トリガー』。本作以降タイトルは『FFIV』に変更され、内容も日本版準拠となる。
Final Fantasy Anthology（欧州版のみ）
2002年5月17日発売。対応機種はPlayStation（1999年9月30日発売の北米・カナダ版は『FFV』と『FFVI』のセット）。
Final Fantasy IV ADVANCE
2005年12月12日（北米およびカナダ）、2006年6月2日（欧州）発売。対応機種はゲームボーイアドバンス。
Final Fantasy IV (Nintendo DS)
2008年7月22日（北米およびカナダ）、9月4日（欧州）、9月5日（豪州）発売。対応機種はニンテンドーDS。声優が変更され、音声が英語になっている（キャストは英語版の記事を参照）。
Final Fantasy IV: The Complete Collection
2011年4月19日（北米およびカナダ）、4月21日（欧州）、4月28日（豪州）発売。対応機種はPlayStation Portable。

## 開発
現在の『ファイナルファンタジーIV』は、元々『ファイナルファンタジーV』として企画されたものであり、それとは別のファミコン用ソフト『ファイナルファンタジーIV』と同時に製作発表が行われた。開発開始は同時だったものの『ファイナルファンタジーV』の方が開発状況が先行しており、市場状況との兼ね合いもあってファミコン版『ファイナルファンタジーIV』の開発は一時凍結、スタッフを『ファイナルファンタジーV』に集中して先に発売してファミコン版『ファイナルファンタジーIV』は後から開発されることになった。『ファミコン通信』では内容予想の企画で、飛空艇を店で売っている飛空艇屋が登場する『ファイナルファンタジーIII』風のファミコン版『ファイナルファンタジーIV』のゲーム画面が創作され、掲載されたこともあった。しかしファミコン版『ファイナルファンタジーIV』は初期コンセプトが作られたのみで、本格的な開発には至らないまま製作中止となり、『ファイナルファンタジーV』のナンバリングが繰り上がって『ファイナルファンタジーIV』になった。シリーズ前3作のシナリオを手がけた寺田憲史によると、お蔵入りしたのは経営側が開発に介入したことが原因であり、またSFC版についてもゲーム内容にまで口を挟まれたため、ファイナルファンタジー新作（SFCの『ファイナルファンタジーIV』）のシナリオから降りたとのこと。
また、立案された企画の中には、田中弘道によるシームレスバトルの『ファイナルファンタジーIV』案があった。この企画はコンペに敗れ、漫画家の鳥山明とコラボレーションしたスーパーファミコン用CD-ROM専用のオリジナルタイトル『クロノ・トリガー』（企画段階であり、CD-ROMの大容量を活かした内容になる予定だった。堀井雄二は参加していない）として企画され直すのだが、スーパーファミコン用CD-ROMの開発を任天堂が中止したため開発は中止になった。『クロノ・トリガー』の企画再編は一時保留され、それとは別にモーションバトルシステムのゲームとして再編される。さらに、聖剣伝説シリーズとして企画修正されて『聖剣伝説2』として発売されるに至った。後に『クロノ・トリガー』も、堀井を迎えたドリームプロジェクトの企画として生まれ変わり発売に至った。

## 音楽
作曲
本作で使用されているBGMは、全曲とも植松伸夫によるものである。スーパーファミコン発売から1年にも満たない当時、この作品の音楽は「スーパーファミコンの音楽はここまで出来るのか」と高く評価された。当時のニュース番組でも関連CD『ケルティック・ムーン』の制作風景がゲーム音楽の特集というトピックで取り上げられている。スーパーファミコンに媒体が変わったことではるかに残響を備えた音色の選択が可能になり、持続の長い音色が長いタイムスパンで鐘のように連打される表現などはその後のFFシリーズの音楽性を決定づけた。
この露出と前後して、本作以降FFの音楽から音源の性能を考慮したコミカルな楽曲は徐々に減少していった。なお、劇中の月面フィールドで流れるBGM 「もう一つの月」ではディレイ効果によってティンパニの音にリバウンドがかかったような音色を生んでいるが、このようなテクニックは『VII』以降はほとんど聞かれることはなく、既存の様式をそのまま模倣する態度がより顕著になる。
この高品質サウンドには裏話があり、スーパーファミコン初期に古代祐三が手掛けた『アクトレイザー』（1990年）の音楽を聴いたスタッフが驚愕し、開発終盤にもかかわらずサンプリング音を一から録り直したということが知られている。これはゲーム雑誌『ファミ通』のインタビューなどでサウンド担当の植松が明かしていた。
今作の「プレリュード」には一度目の繰り返し以降にオーケストラ的な和声と対旋律が初めて付加されており、後年の路線を垣間見ることができる。結果的に伴奏に転じてしまったお馴染みの音形に、加算型と減算型のディレイ（1/32*1/32）が交互に使われている。「ファイナルファンタジーのテーマ」は今作では「オープニング（Prologue）」と題され、音域が吹奏楽のレンジをそのまま使えることによるアレンジであった。また、DS版が発売されるにあたり、「愛のテーマ」をモチーフにしたテーマソング（「月の明り - ファイナルファンタジーIV 愛のテーマ」）が作られ、ボーカルには公開オーディションにて伊田恵美が選ばれた。
2007年12月5日にDS版に先行して、CDが発売された。
月の明り-ファイナルファンタジーIV 愛のテーマ-
1. 月の明り -ファイナルファンタジーIV 愛のテーマ-（伊田恵美）
2. 愛のテーマ DS版
3. 愛のテーマ SFC版
4. 月の明り -ファイナルファンタジーIV 愛のテーマ-（カラオケ）

この他、『F.F.MIX』で「ファイナルファンタジーIV メインテーマ」のレゲエアレンジ、『THE BLACK MAGES II 〜The Skies Above〜』で「ゴルベーザ四天王とのバトル」のハードロックアレンジが収録されている。「愛のテーマ」は、楽譜が小学生用の音楽科の教科書に掲載されている。
スーパーマリオRPG
任天堂とスクウェアが共同で開発したスーパーファミコンソフト『スーパーマリオRPG』（1996年）にて、隠しボス戦のBGMとして本作のボス戦闘曲である「バトル2」、その戦闘の勝利BGMとしてFFシリーズ共通の「勝利のファンファーレ」が、それぞれアレンジされて使用されている。なお、この戦闘で登場するボスキャラクター（クリスタラー）はFFシリーズを意識したデザインとなっているが、BGM以外は本作とは全く関係がない。

## スタッフ

### オリジナル版
- ディレクター / ストーリー原案 - 坂口博信
- ゲームデザイン / シナリオ - 時田貴司
- バトルシステムデザイン - 伊藤裕之、青木和彦、松井聡彦
- バトルプログラム - 吉井清史 樋口勝久
- メインプログラマー - 成田賢
- メイングラフィック - 中田浩美
- バトルグラフィック - 高橋哲哉 星野雅紀
- キャラクター・イメージデザイン / タイトルロゴデザイン - 天野喜孝
- サウンド
  - 作曲・編曲 - 植松伸夫
  - サウンドプログラム - 赤尾実
  - 音響効果 - 伊藤賢治、上田晃

### ニンテンドーDS版
- エグゼクティブプロデューサー / ディレクター - 時田貴司
- プロデューサー - 浅野智也
- バトル監修 - 伊藤裕之
- イベントコンテ・チーフ - 金田伊功
- ムービーディレクター - 生守一行
- アートディレクター / キャラクターデザイン - オグロアキラ
- アートディレクター / イメージデザイン - 吉岡愛理
- パッケージイラストレーション / タイトルロゴデザイン - 天野喜孝
- サウンド - 植松伸夫監修、仲野順也編曲
- Sound Editors 神谷智洋
- エンディング主題歌 - 伊田恵美 「月の明り-ファイナルファンタジーIV 愛のテーマ」
（レーベル：BMGJAPAN[注釈 6]）

一般応募によってボーカリストが募集された。
- 開発 - マトリックス

## 評価
スーパーファミコン版
- ゲーム誌『ファミコン通信』の「クロスレビュー」では、9・9・10・8の合計36点（満40点）でプラチナ殿堂を獲得[71]、レビュアーからは演出面の向上に関して評価する声が多数挙がっており、東府屋ファミ坊による「グラフィック、見せかたなどが大幅に強化されている」、浜村通信による「RPGというよりもむしろストーリー展開への介入が可能な映画といったほうが近い」、渡辺美紀による「まるで映画のようなBGM、ドラマチックな演出に、何度も目頭が熱くなりました」など称賛の声があった一方で、TACOXによる「特殊効果だらけで目が疲れた」、「映画音楽ばりのBGMもかっこはいいけど、やかましく思うこともある」と否定的な意見も挙げられた。また今回から導入されたアクティブタイムバトルシステムに関して、東府屋ファミ坊による「時間の制約のせいで、いままでよりハラハラする」と肯定的な意見が挙げられた一方で、TACOXによる「慣れるまで、操作の面で難儀する」と否定的な意見が挙げられるなど賛否両論となった[84]。

- 『ファミリーコンピュータMagazine』の読者投票による「ゲーム通信簿」での評価は以下の通りとなっており、27.57点（満30点）となっている[1]。この得点はスーパーファミコン全ソフトの中で2位（323本中、1993年時点）となっている[1]。その他、『SUPER FAMICOM Magazine』1993年8月情報号特別付録の「スーパーファミコンオールカタログ'93」巻末に収録されている「部門別ベスト30」では、総合2位、キャラクタ3位、音楽・効果音1位、操作性2位、熱中度3位、お買い得度2位、オリジナリティ3位を獲得している[83]。

| 項目 | キャラクタ | 音楽 | 操作性 | 熱中度 | お買得度 | オリジナリティ | 総合  |
| 得点 | 4.72       | 4.77 | 4.49   | 4.71   | 4.40     | 4.47           | 27.57 |

PlayStation版
- ゲーム誌『ファミ通』の「クロスレビュー」では合計24点（満40点）となっている[72]

ゲームボーイアドバンス版
- ゲーム誌『ファミコン通信』の「クロスレビュー」では、9・8・8・8の合計33点（満40点）でゴールド殿堂を獲得[73]、レビュアーからはオリジナル版の完成度の高さを指摘する声が多く挙げられた他に、ふじのっちはミュージックセレクトやモンスター図鑑などの追加に関して「『FF』ファンには喜ばしい機能も満載」と称賛した他、マグナマ吟はBGMが重厚になったことやダンジョンやイベントが追加されたことを肯定的に評価した上で「オマケ要素もそれなりに楽しめた」と称賛した一方で、いーです井出による「メッセージやキャラクタの小ささが気になる」、ふじのっちによる「エンカウント率の高さや同じ組み合わせの敵ばかり出現するなど改善してほしかった点もある」など一部で不満の声が挙げられた[85]。

## ファイナルファンタジーIV ジ・アフター -月の帰還-
本作品の外伝作品で、十数年後の世界が舞台。2008年より携帯アプリやWiiウェアなどで配信されているほか、PSP版ではカップリングされている。

## 関連商品

### 音楽
これまで、『ファイナルファンタジーIV』に関連した以下の音楽CDが発売されている。（初版発売日、発売元 / 販売元）と表記する。
『FINAL FANTASY IV ORIGINAL SOUND VERSION』（1991年06月14日、NTT出版 / アメリカーナ・レコード）
ゲーム中で流れるBGMを収録したサウンドトラック。カセットテープ版も発売された。
曲数が旧作以上に増加しながらCD1枚分に全曲を詰め込んでいるため、収録時間の都合で各トラックは全て1ループ収録となっている。
『FINAL FANTASY IV MINIMUM ALBUM』（1991年9月5日、NTT出版/アメリカーナ・レコード）
アレンジ3曲とゲーム未収録曲3曲を収録したシングル盤。後にリリースされたCD『F.F. MIX』に全曲が再録されている。
『FINAL FANTASY IV Celtic Moon』（1991年10月28日、NTT出版 / アメリカーナ・レコード）
ケルト民族音楽風のアレンジ盤。
『FINAL FANTASY IV PIANO COLLECTIONS』（1992年4月21日、NTT出版 / アメリカーナ・レコード）
ピアノアレンジされた楽譜と音楽CDのセット。後に『Piano Collections "FINAL FANTASY IV"』として楽譜と音楽CDそれぞれが単品商品としてリリースされている。
『FINAL FANTASY VOCAL COLLECTIONS I -PRAY-』（1994年6月25日、NTT出版 / ポリスター）
『FINAL FANTASY VOCAL COLLECTIONS II -LOVE WILL GROW-』（1995年11月25日、NTT出版/ポリスター）
FFシリーズの音楽に歌詞をつけ、歌として再構成したアレンジ盤。
『月の明り-ファイナルファンタジーIV 愛のテーマ-』（2007年12月5日、BMGJAPAN）
DS版『FFIV』の主題歌を収録したDVD付きマキシシングル盤。DVDには各種PVなどが収録されている。
『FINAL FANTASY IV Original Soundtrak』（2008年1月30日、スクウェア・エニックス）
DS版『FFIV』サウンドトラック。2枚組CDに特典DVDが付属する。DVDにはCGムービーやインタビュー映像などを収録。
『FINAL FANTASY IV Original Sound Track Remaster Version』（2013年7月3日、スクウェア・エニックス）
1991年に発売されたSFC版音源のリマスター版。ファンの要望に応え、ループ組み直しによる長尺ヴァージョンで収録。そして、当時のサントラで未収録だった音源やジングルなども収めた内容になり2枚組で発売。なお、初期出荷の初回生産限定盤で収録楽曲の欠損が発覚し、問題のあるdisc2の無償交換を行うことを発表。
FINAL FANTASY IV ORIGINAL SOUNDTRACK REVIVAL DISC（2018年10月17日、スクウェア・エニックス）
ブルーレイディスクでの販売。
上記以外に、SQ MUSICシリーズの数作品にて本作の楽曲をアレンジしたものが収録されている。

### 小説
2008年12月25日にスクウェア・エニックスより上下巻が同時発売。原案・監修：時田貴司、著作：手塚一郎、挿絵：オグロアキラ。
- 『ファイナルファンタジーIV 上巻』 ISBN 978-4-7575-2458-3
- 『ファイナルファンタジーIV 下巻』 ISBN 978-4-7575-2459-0
- 『ファイナルファンタジーIV THE AFTER-月の帰還-』（GAME NOVELS） ISBN 978-4-7575-2536-8 （2009年3月26日）

### 楽譜
- 『Piano Collections "FINAL FANTASY IV"』（2001年9月11日、NTT出版） ISBN 4-7571-7014-9

### フィギュア
- FINAL FANTASY IV TRADING ARTS MINI（2007年12月8日、スクウェア・エニックス）

DS版『FFIV』にあわせて発売されたブラインドボックス仕様のミニフィギュア。セシル（パラディン）、ローザ、カイン、リディア（幼少期）、エッジ、シドの全6種。

### 書籍
- 『ファイナルファンタジーIV 設定資料編』 ISBN 4-87188-128-8 NTT出版、1991年6月
- 『ファイナルファンタジーIV 基礎知識編』 ISBN 4-87188-131-8 NTT出版、1991年7月
- 『ファイナルファンタジーIV 戦闘解析編』 ISBN 4-87188-136-9 NTT出版、1991年9月
- 『ファイナルファンタジーIV 徹底攻略編』 ISBN 4-87188-138-5 NTT出版、1991年10月
- 『ファイナルファンタジーIV イージータイプ』 ISBN 4-87188-148-2 NTT出版、1991年12月
- 『ファイナルファンタジー竜騎士団（ナイツ）』 ISBN 4-7966-0435-9 JICC出版局、1992年9月
- 『ファイナルファンタジーIV ガイドブック』 ISBN 4-925075-04-7 デジキューブ、1997年3月
- 『スクウェア公式 ファイナルファンタジーコレクション 幻想世界の攻略本』 ISBN 4-925075-45-4 デジキューブ、1999年3月
- 『ファイナルファンタジーIV マスターズガイド』 ISBN 4-88787-033-7 デジキューブ、2002年3月
- 『ファイナルファンタジーIV ワンダースワンカラー版 スクウェア公式ガイドブック』 ISBN 4-08-779161-0 集英社、2002年4月
- 『ファイナルファンタジー大全集 Complete works 1 through 6 Vol.1 〈上巻〉 改訂版』 ISBN 4-88787-044-2 デジキューブ、2002年6月
- 『ファイナルファンタジー大全集 Complete works 1 through 6 Vol.1 〈下巻〉 改訂版』 ISBN 4-88787-045-0 デジキューブ、2002年6月
- 『ファイナルファンタジーIVアドバンス -パーフェクトガイド- スクウェア・エニックス公式』 Vジャンプブックス、集英社、2005年12月 ISBN 4-08-779351-6
- 『ファイナルファンタジーIV アドバンス 公式コンプリートガイド』 スクウェア・エニックス、2006年1月13日 ISBN 4-7575-1600-2
- 『ファイナルファンタジーIV公式コンプリートガイド』〔ニンテンドーDS版〕 スクウェア・エニックス、2008年1月17日 ISBN 4-7575-2205-3
- 『DS版 ファイナルファンタジーIV 公式ファイナルガイド』 エンターブレイン、2008年1月17日 ISBN 4-7577-4004-2
- 『ファイナルファンタジーIV THE AFTER YEARS -月の帰還- 公式コンプリートガイド』 SE-MOOK、スクウェア・エニックス、2009年7月21日 ISBN 4-7575-2635-0
- 『ファイナルファンタジーIV コンプリートコレクション 公式ガイドブック』 SE-MOOK、スクウェア・エニックス、2011年3月24日 ISBN 978-4-7575-3157-4